# 大館
大館，即舊中區警署（前稱中央警署），位於香港中環荷李活道，曾經是香港警察總部及中區警署。中區警署現時已經遷至上環中港道中區警區總部毗連，原址連同前域多利監獄、前中央裁判司署的建築群现在是香港法定古蹟。2018年5月29日起正式對外開放，免費入場参观。

## 歷史
舊中區警署建於1864年，是三層高古典式建築。1905年，加建一層。1920年，另一座四層高的大樓落成。1925年，另一所兩層高的軍械倉庫於西北端建成。
2005年12月20日，警隊舉行告別儀式，正式將中區警署交回政府。原址毗鄰而同樣擁有悠久歷史的前香港中央裁判司署及域多利監獄，擬發展為一個歷史文化旅遊區。香港行政長官曾蔭權於2007年10月10日發表施政報告，宣佈原則上接受香港賽馬會提出的活化計劃，項目耗資18億元。
2011年4月，香港賽馬會表示，已經完成中區警署的考古勘察工作，並且發現了一些相信是19世紀末至20世紀初的古物，包括陶製煙斗、銅幣、瓷碗碎片、疑似隧道建築以及地基遺骸。稍後會把詳細報告送交古物古蹟辦事處。長春社公共事務經理李少文要求暫時停工，若是發現重要遺址，應該全數原地保留，如遺址與保育方案存在衝突，設計更應更改，甚至推倒重來。香港賽馬會表示，在通過各項法定審批後，有關的維護及保養古蹟工程，將於年底展開。工程期間將會持續進行考古勘察，例如尋獲古物，香港賽馬會將確保進行適當鑑證以及向外公佈。
活化前的圖片（2010年）：

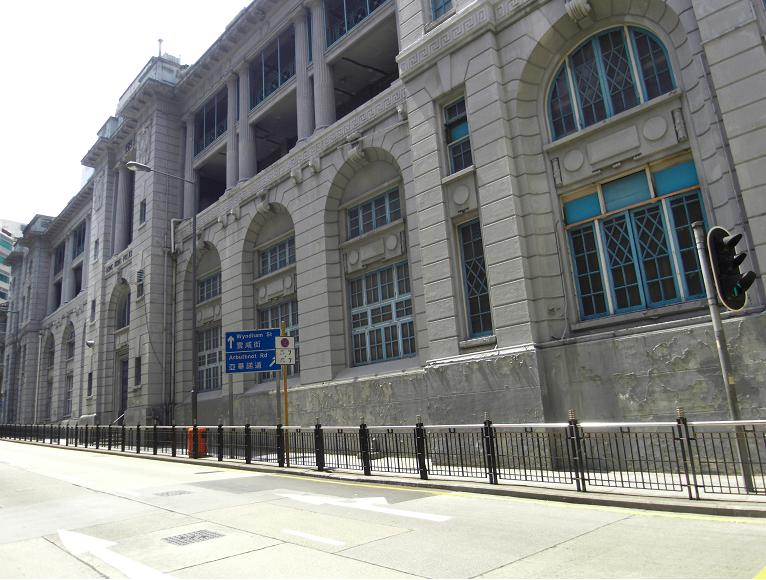
警署總部大樓
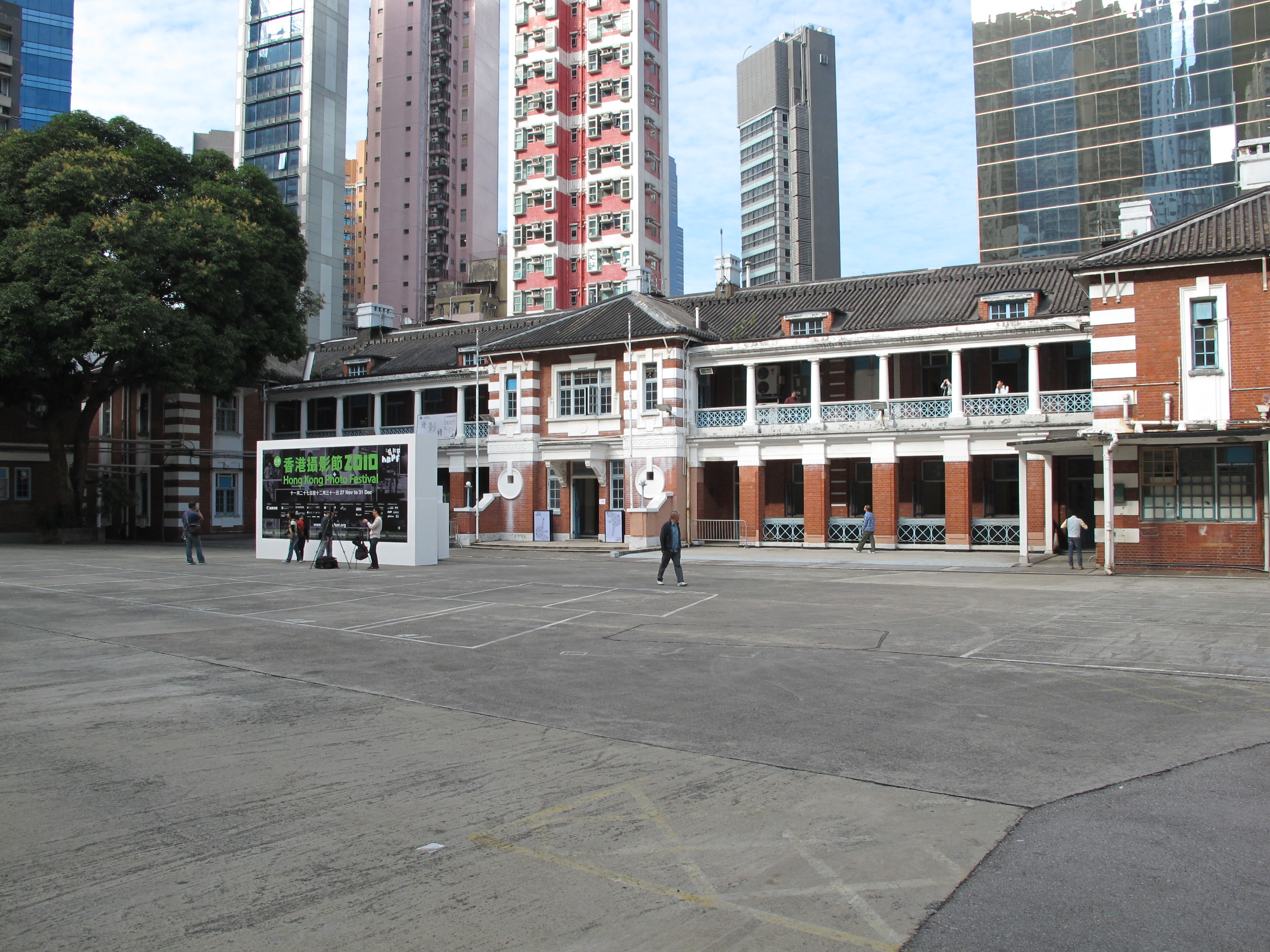
從營房大樓望向北面的警署總部大樓
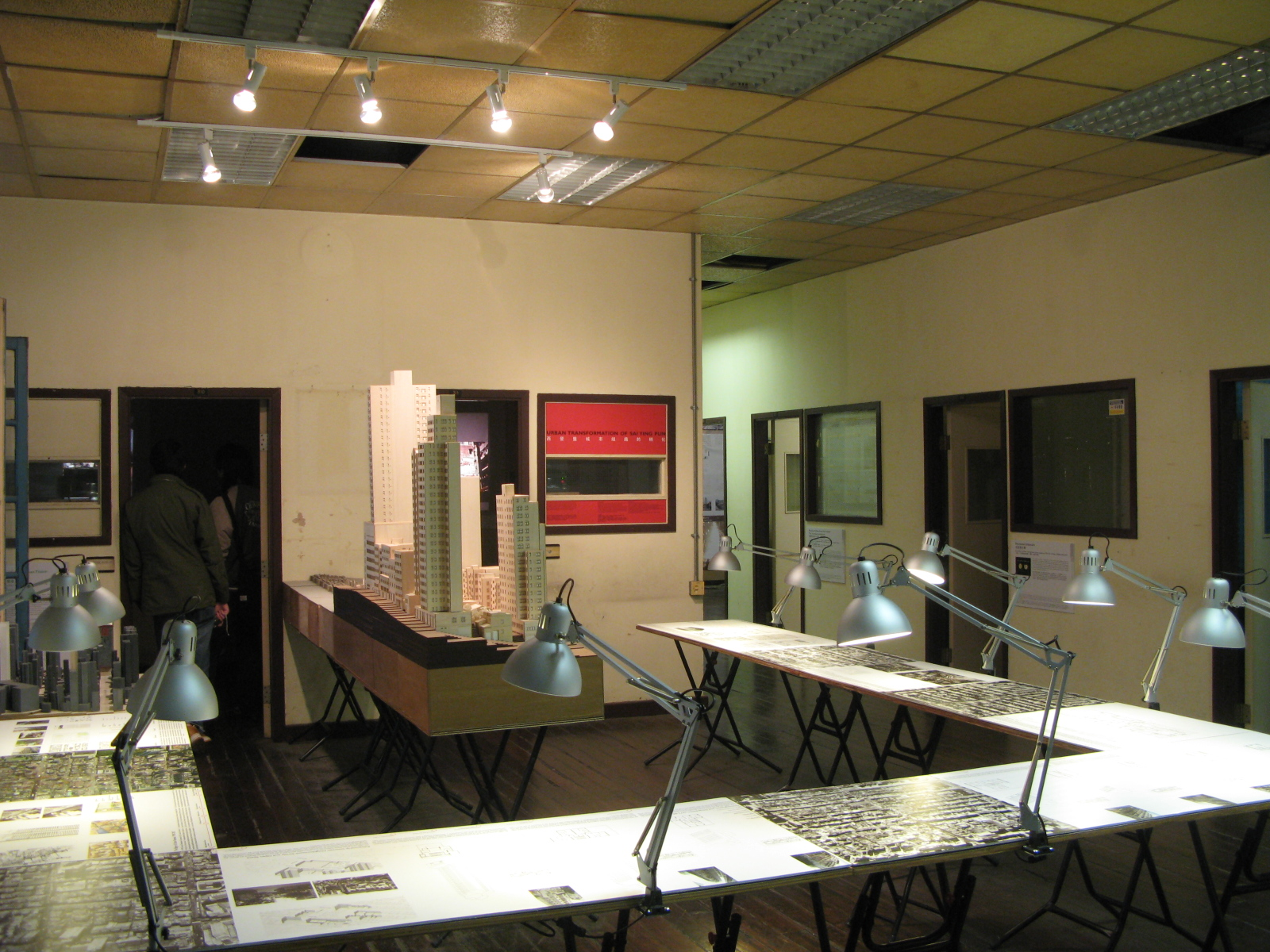
警署總部大樓內的中區分區刑事部辦公室（2008年）
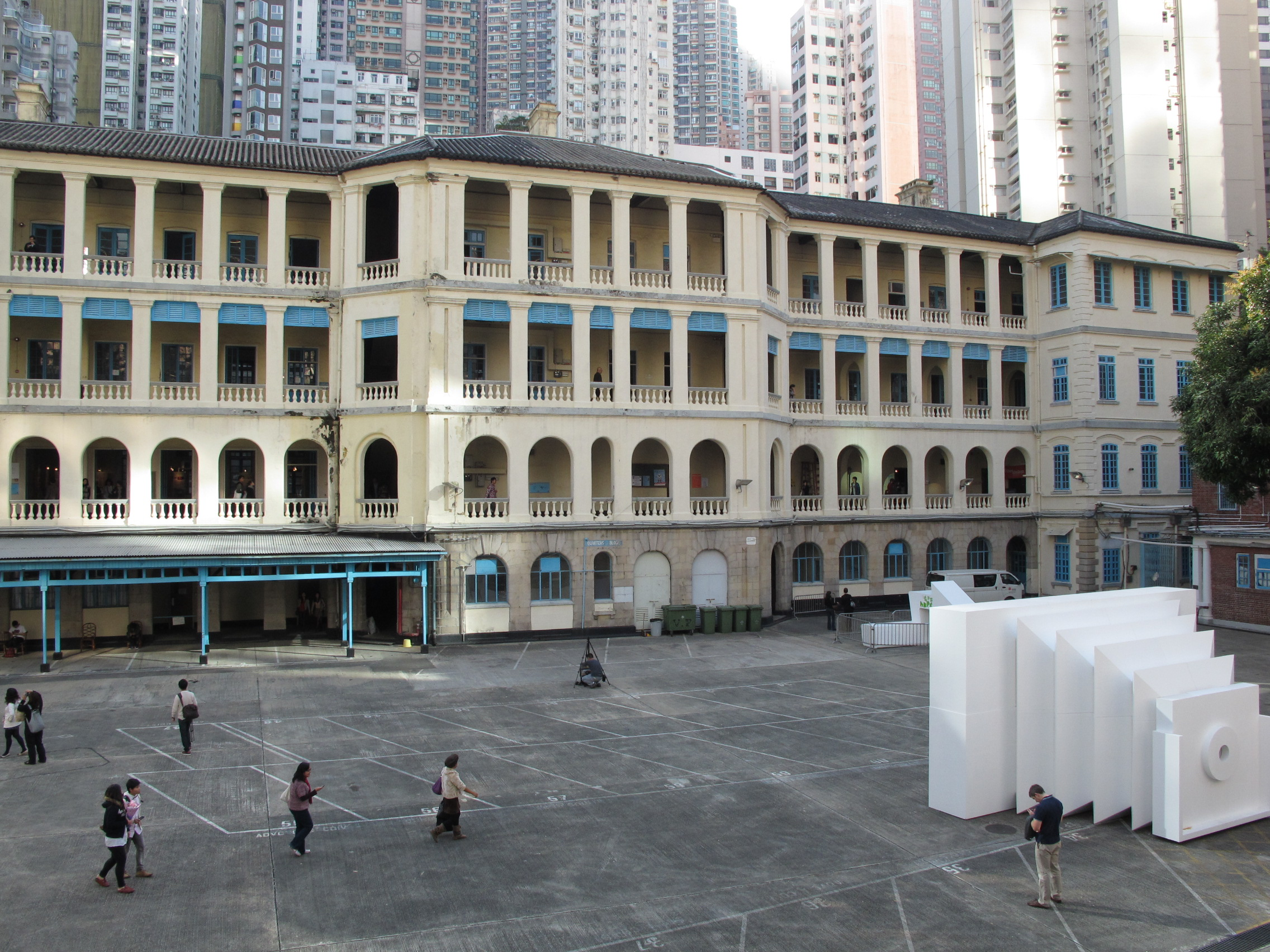
從警署總部大樓望向營房大樓
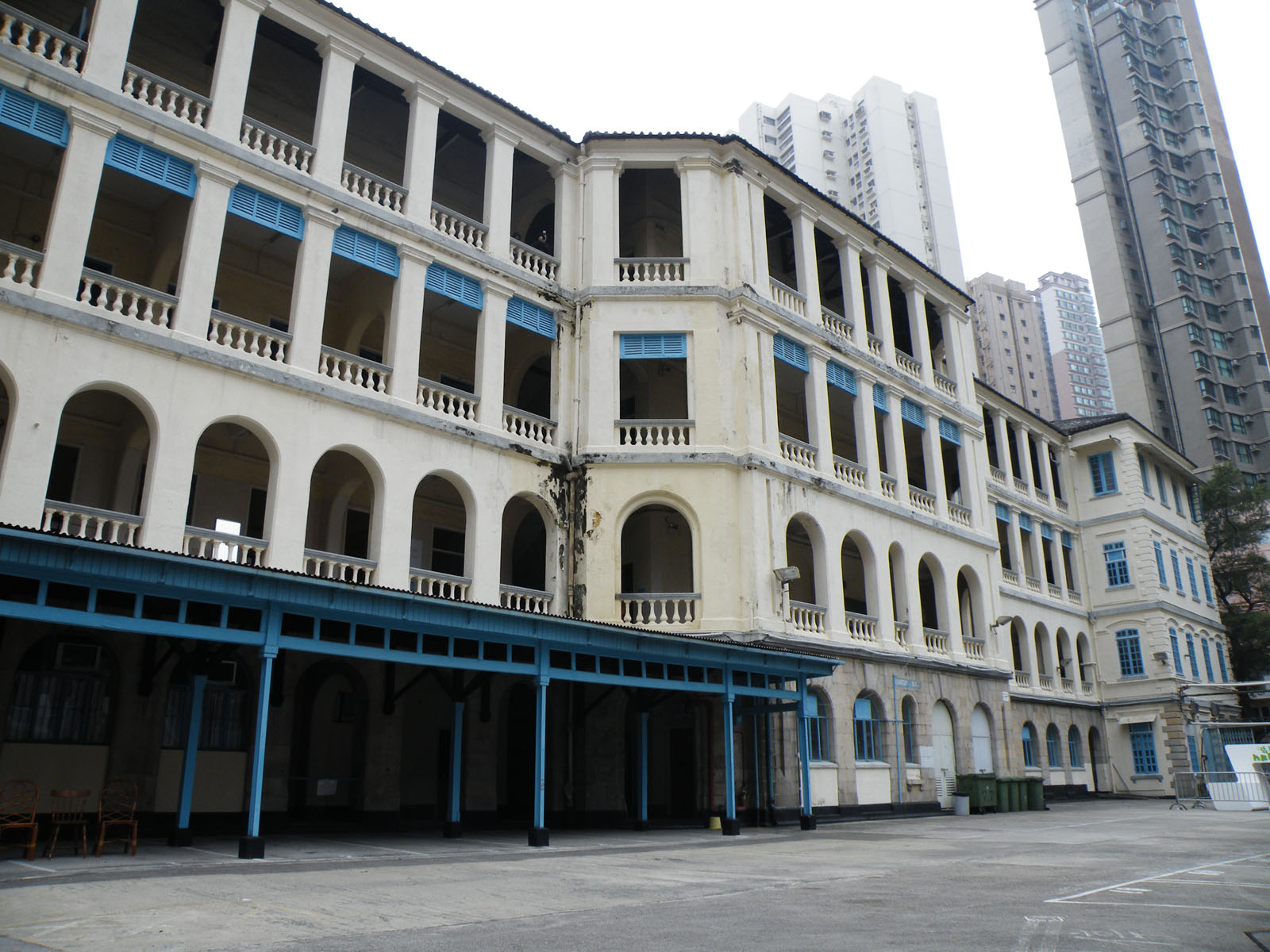
營房大樓採用西方古典建築的拱形設計

## 活化計劃
2007年，馬會向政府提交中區警署建築群立法會文件，希望加建一座高逾160米、「巨型竹棚」設計的藝術地標大廈，大樓內會有瞭望台、表演廳、多用途展覽廳、畫廊、兩間戲院及零售店等。但建議引起少數居民和環保人士反對，指質疑竹棚大樓過高、與古蹟格格不入及過份商業化。
2010年10月11日，發展局與香港賽馬會公布中區警署新設計方案，修訂設計建議活化為當代藝術中心。新建的奧卑利翼提供展覽場地，高度上限為80米，亞畢諾翼則提供可容納200 名觀眾的多用途場館及中央設備。設計方案於2011年4月18日，獲得環境保護署有條件地通過。
建築師團隊包括赫佐格和德默隆建築師事務所、Purcell Miller Tritton、許李嚴建築師事務有限公司和David ELLIOTT。活化工程由金門建築耗資18億負責承建，原預計於2014年落成及啟用，成本預計約15億港元。但不斷延遲對外開放日期，到2018年上半年竣工。
經歷約10年維修保育，2018年5月25日舉行開幕禮，香港特別行政區前行政長官林鄭月娥、香港賽馬會主席葉錫安等，主持亮燈儀式。同月29日起對外開放免費入場參觀。開幕初期需在大館網站預訂「大館證」，每天可讓容納2000人參觀，每人通常逗留約45分鐘-2.5小時，成為時下年青人拍照及消磨時間的熱點。
是次活化計劃榮獲2019年度聯合國教科文組織亞太區文化遺產保護獎卓越獎項，為獎項中的最高殊榮。

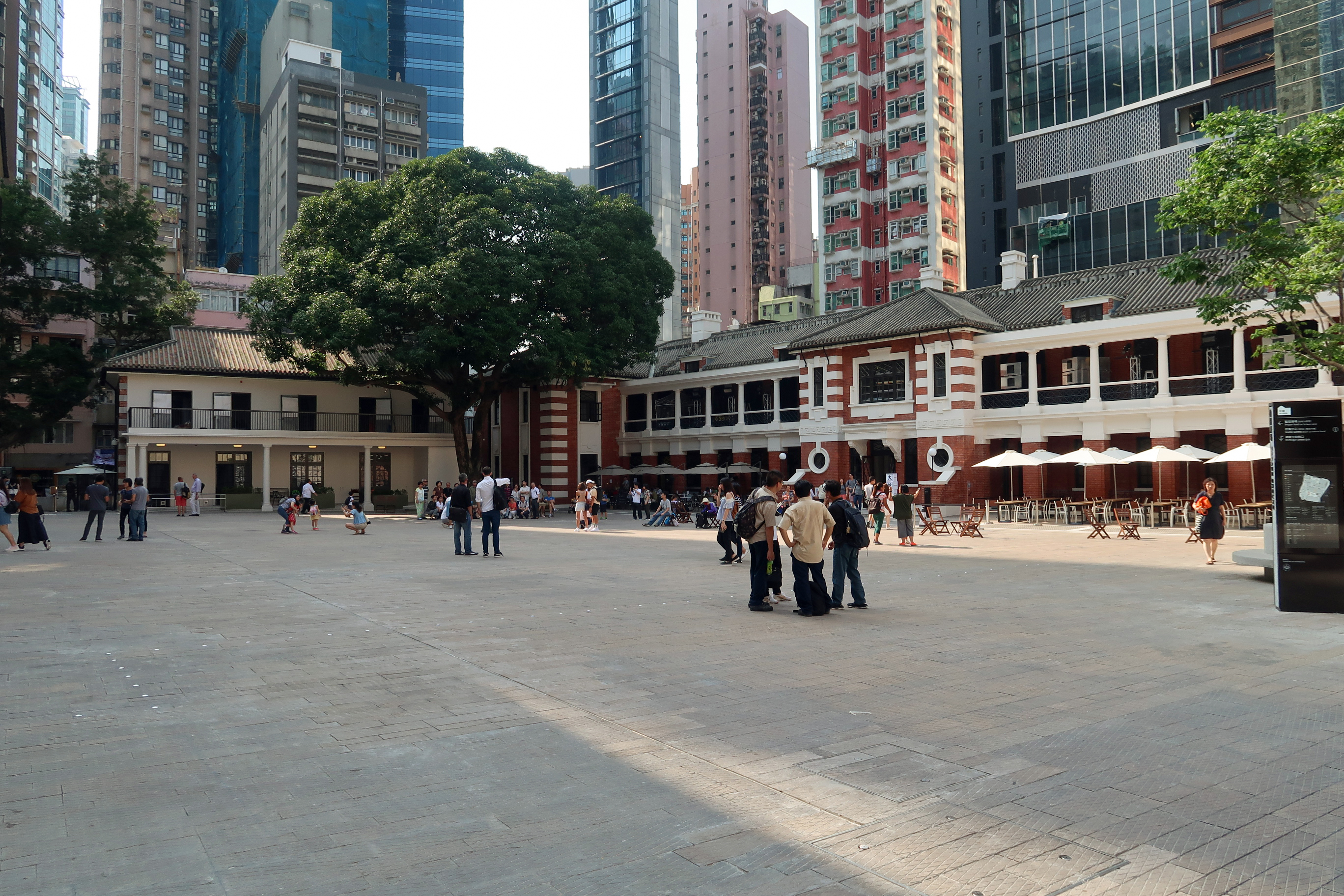
活化後的警察總部大樓和檢閱廣場（2018年）
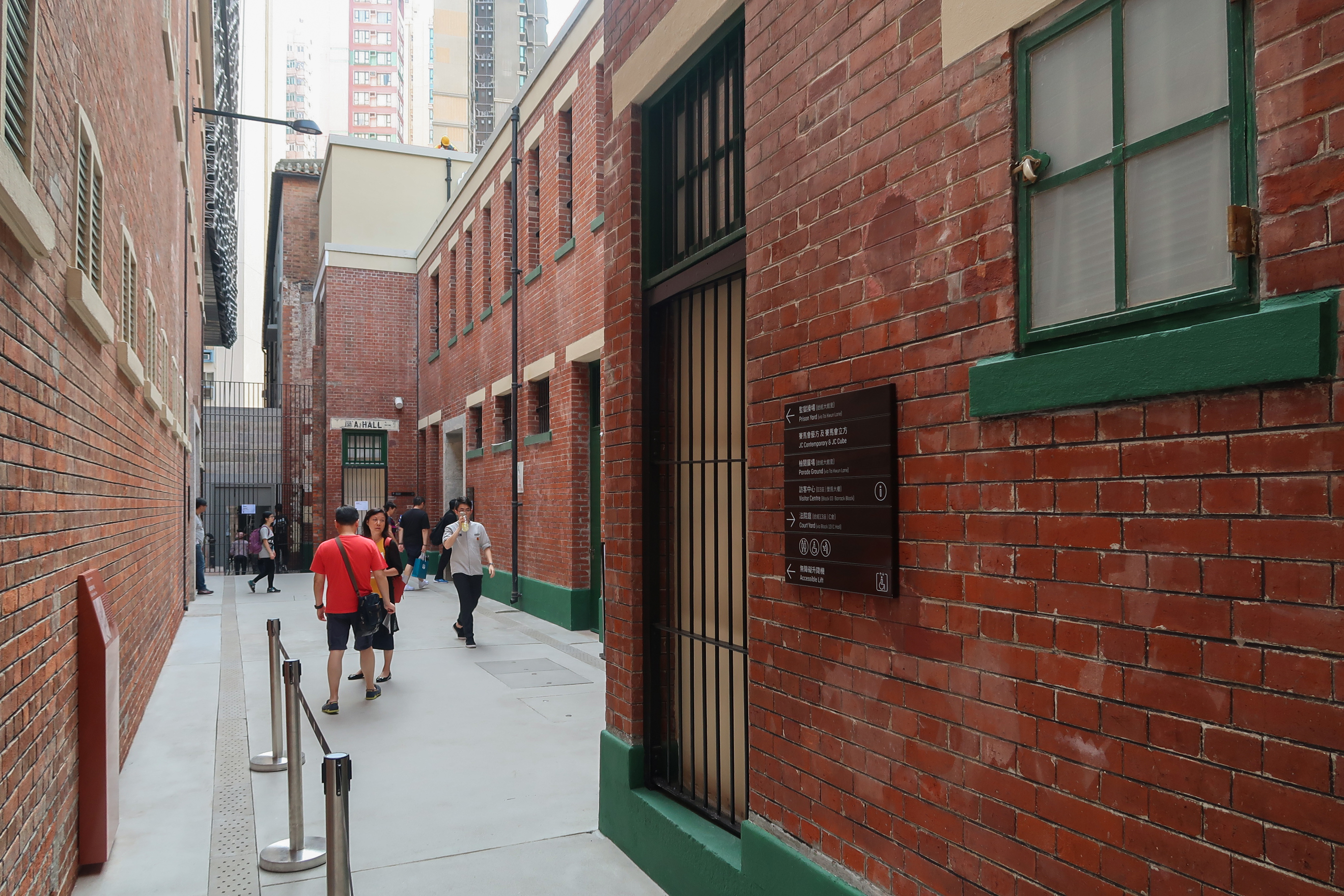
活化後監獄外的通道（2018年）
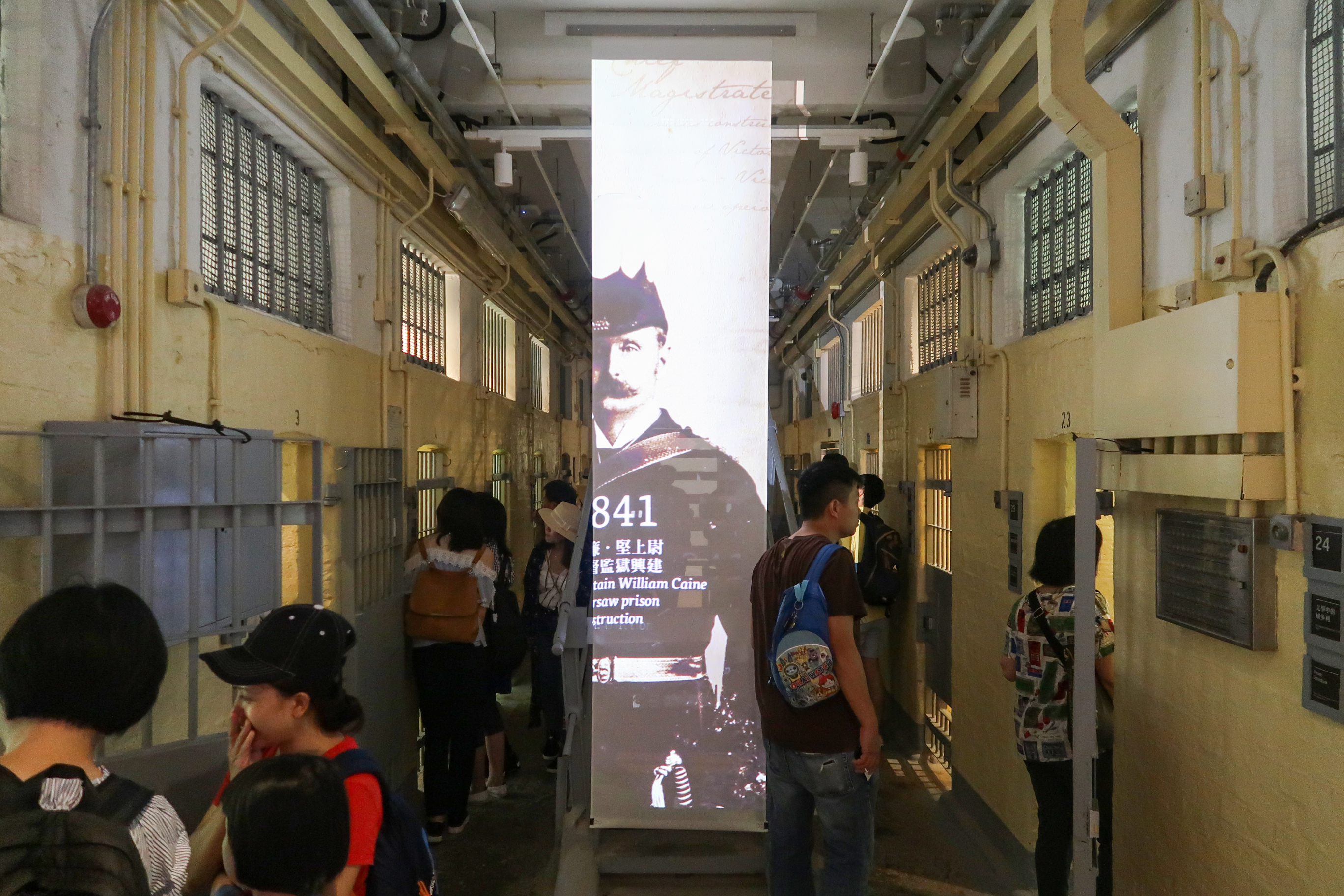
活化後的監獄內貌，圖為B倉（域多利鐵窗生涯）（2018年）
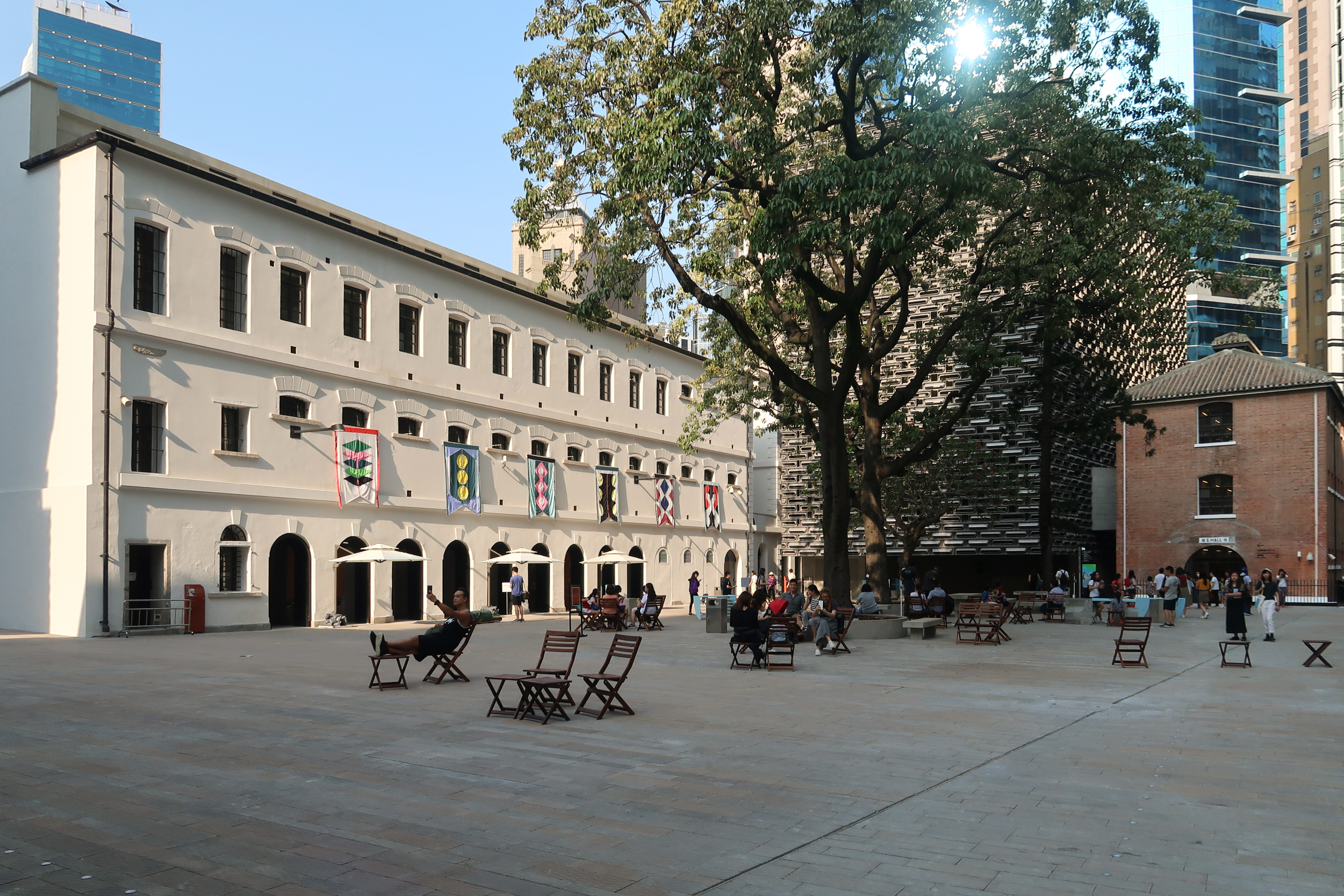
活化後的監獄操場（2018年）

## 建築群

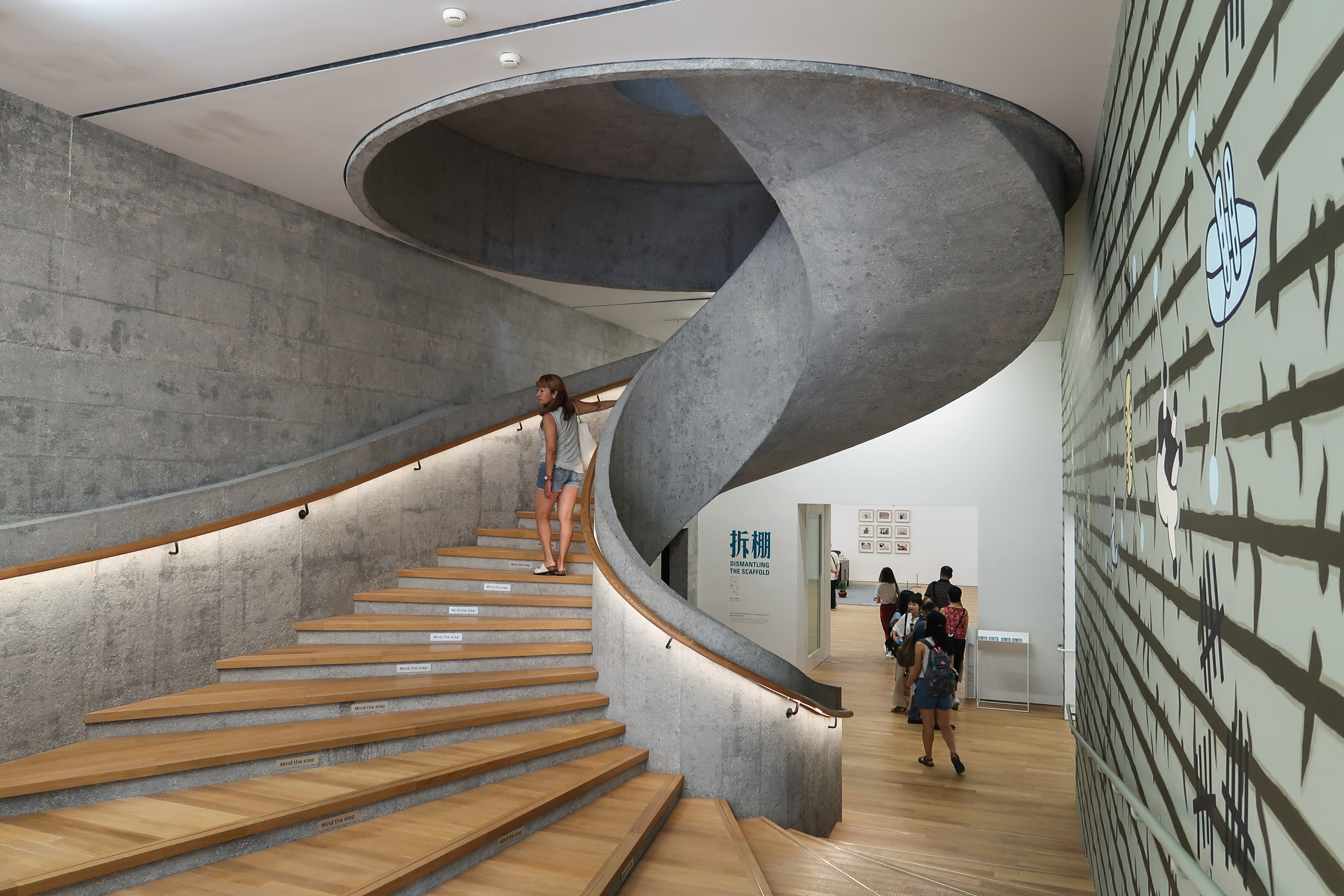
藝術館內的螺旋狀樓梯貫穿四層藝術展覽廳，成為拍照熱點

### 大館當代美術館
由國際知名建築師事務所赫佐格和德默隆設計，樓高3層，佔地1,500平方米，展示當代藝術展覽及活動的非牟利藝術空間，期望每年策劃6至8個展覽項目，願景成為亞洲其中一個重要的國際當代藝術中心。藝術館2樓原設江南菜餐廳「奧卑利」，由經營「都爹利會館」的佳民集團營運，其後因應2019冠狀病毒病引致遊客暴跌，最終於2020年2月結業，同年11月於原址開設日系精品咖啡店Between Coffee。

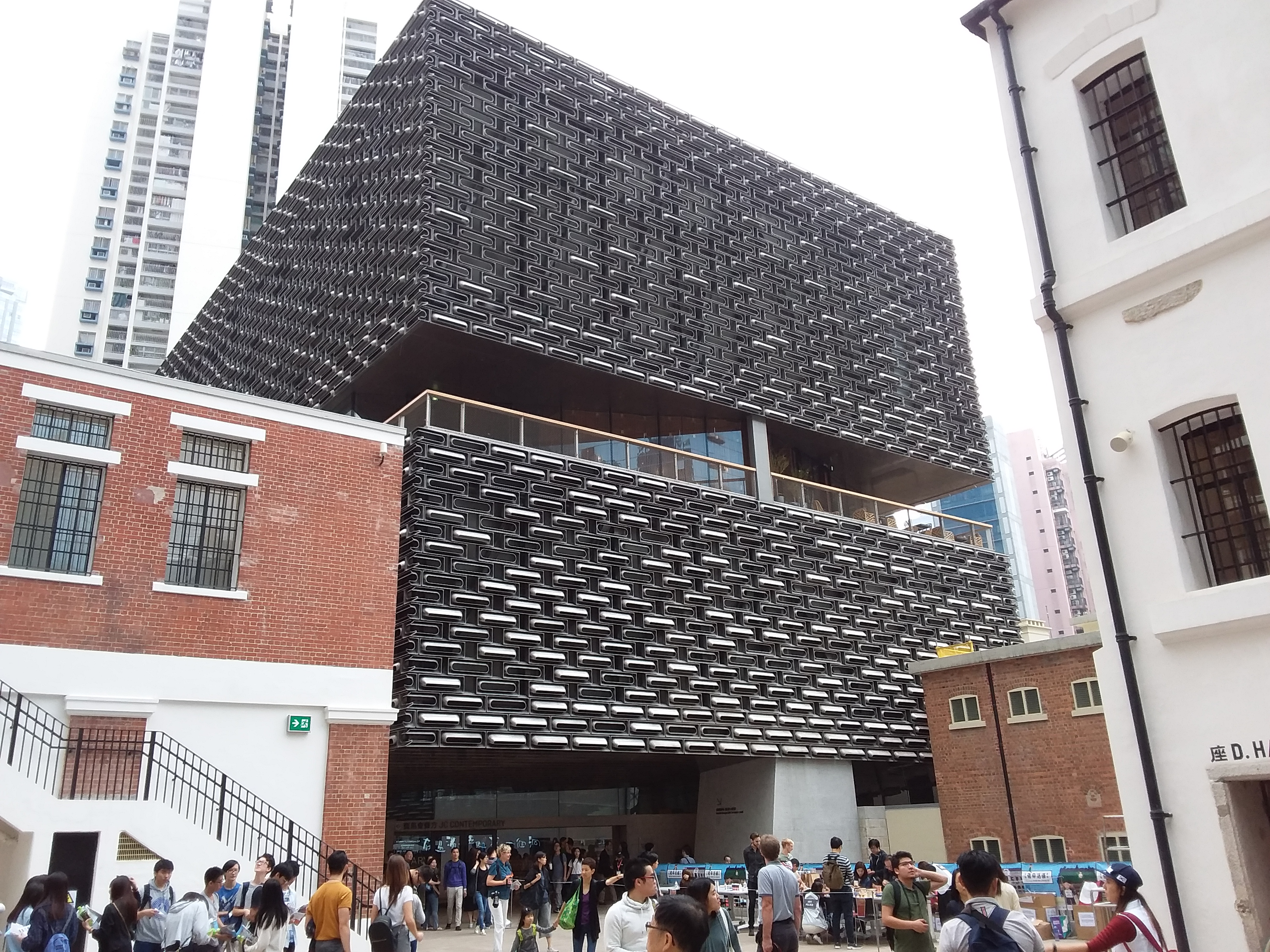
藝術館外貌
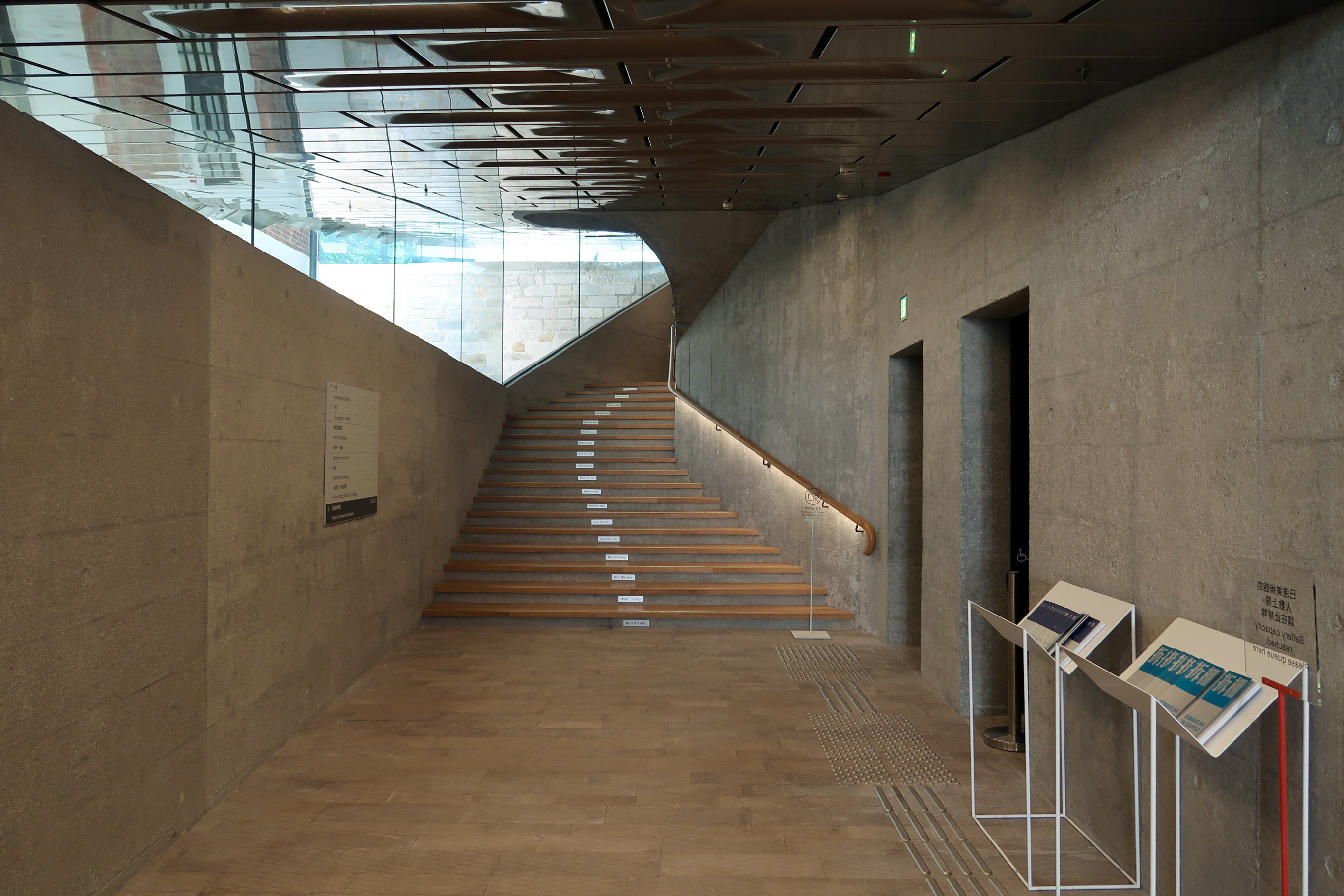
入口樓梯
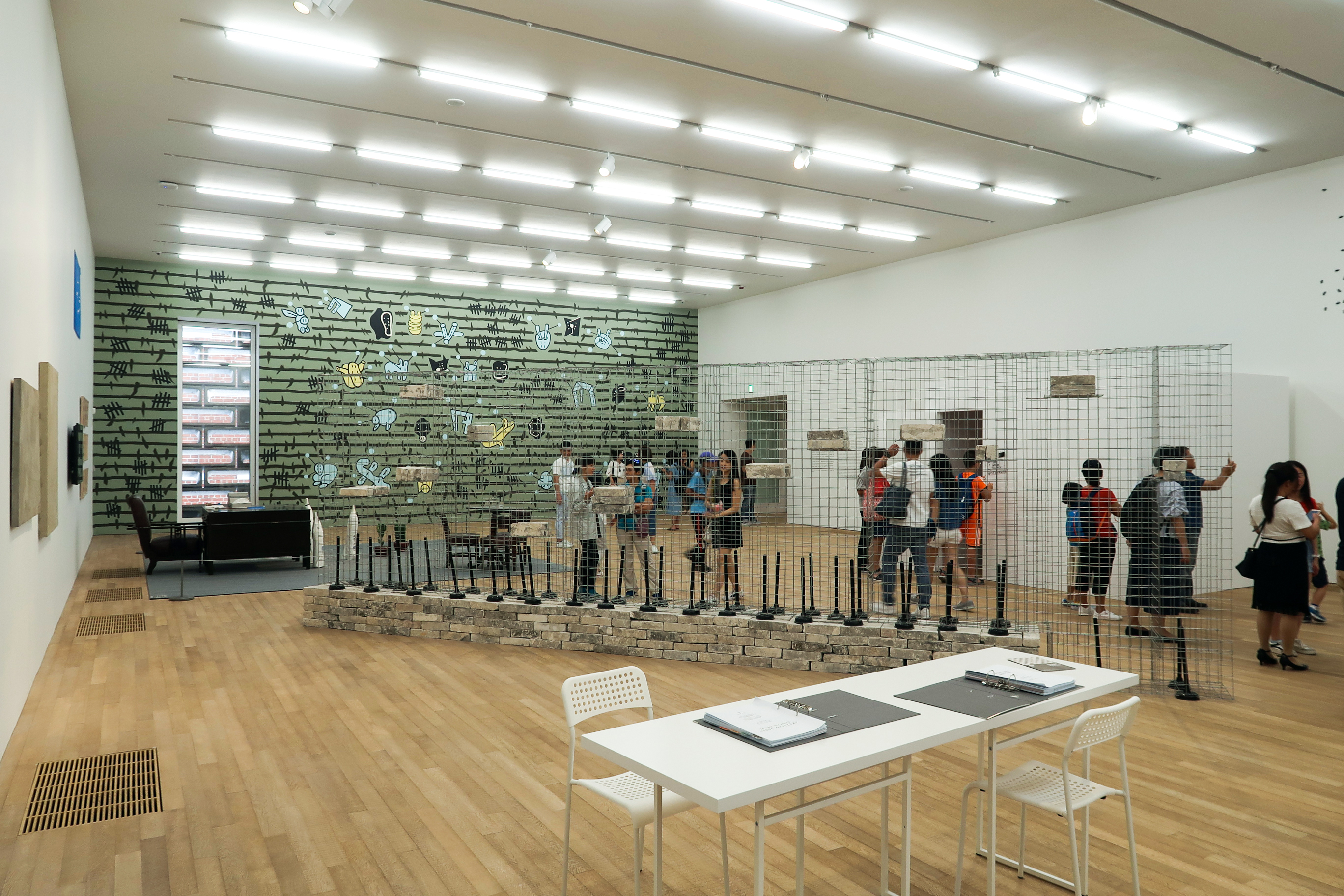
展覽廳
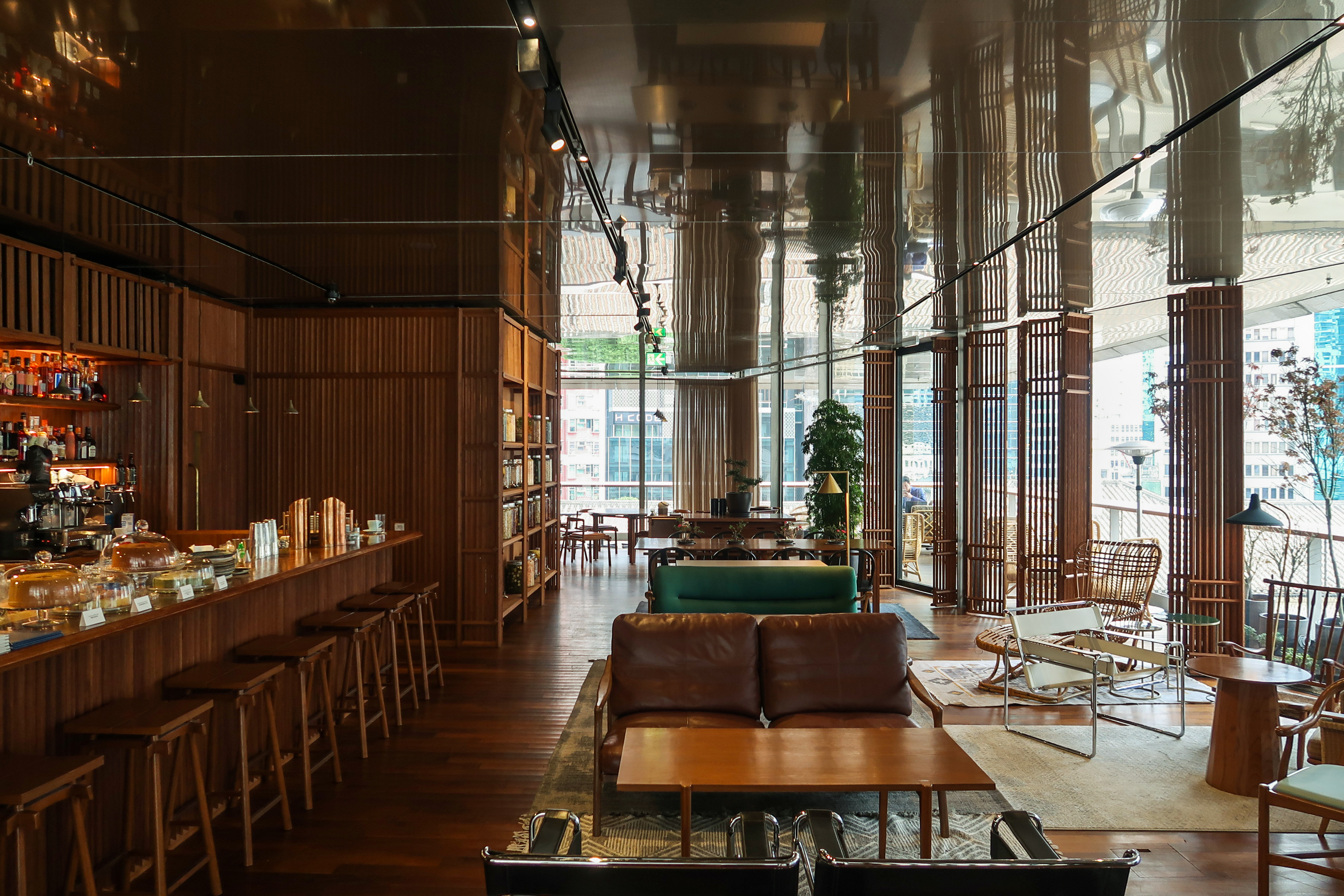
2樓曾開設中菜廳「奧卑利」
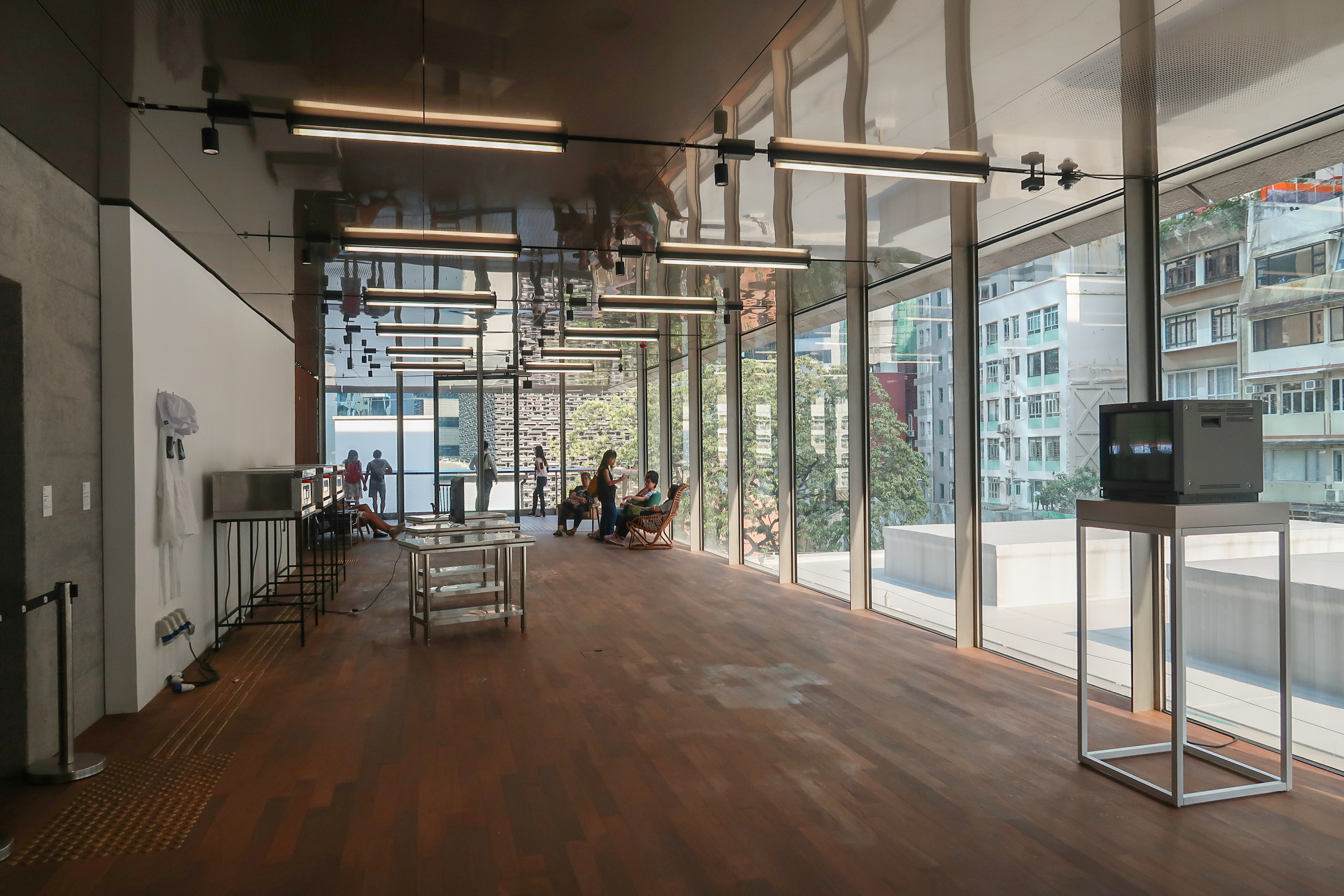
2樓休憩區

### 賽馬會立方

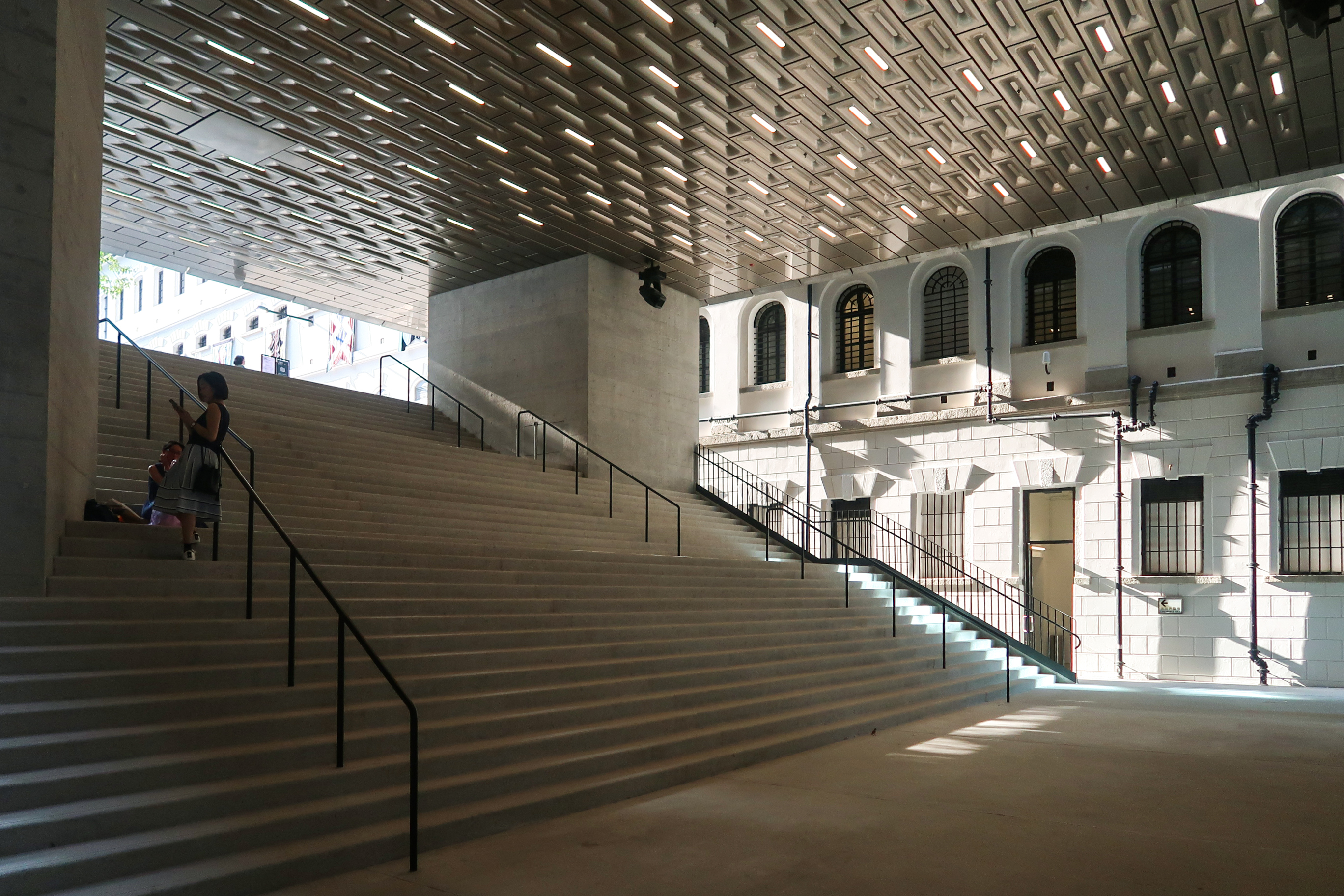
洗衣場石階

為多用途場地，可供公眾舉辦電影放映會、會議、研討會及教育活動，包括2024浪琴國際騎師錦標賽新聞發佈會。

### 警察總部大樓

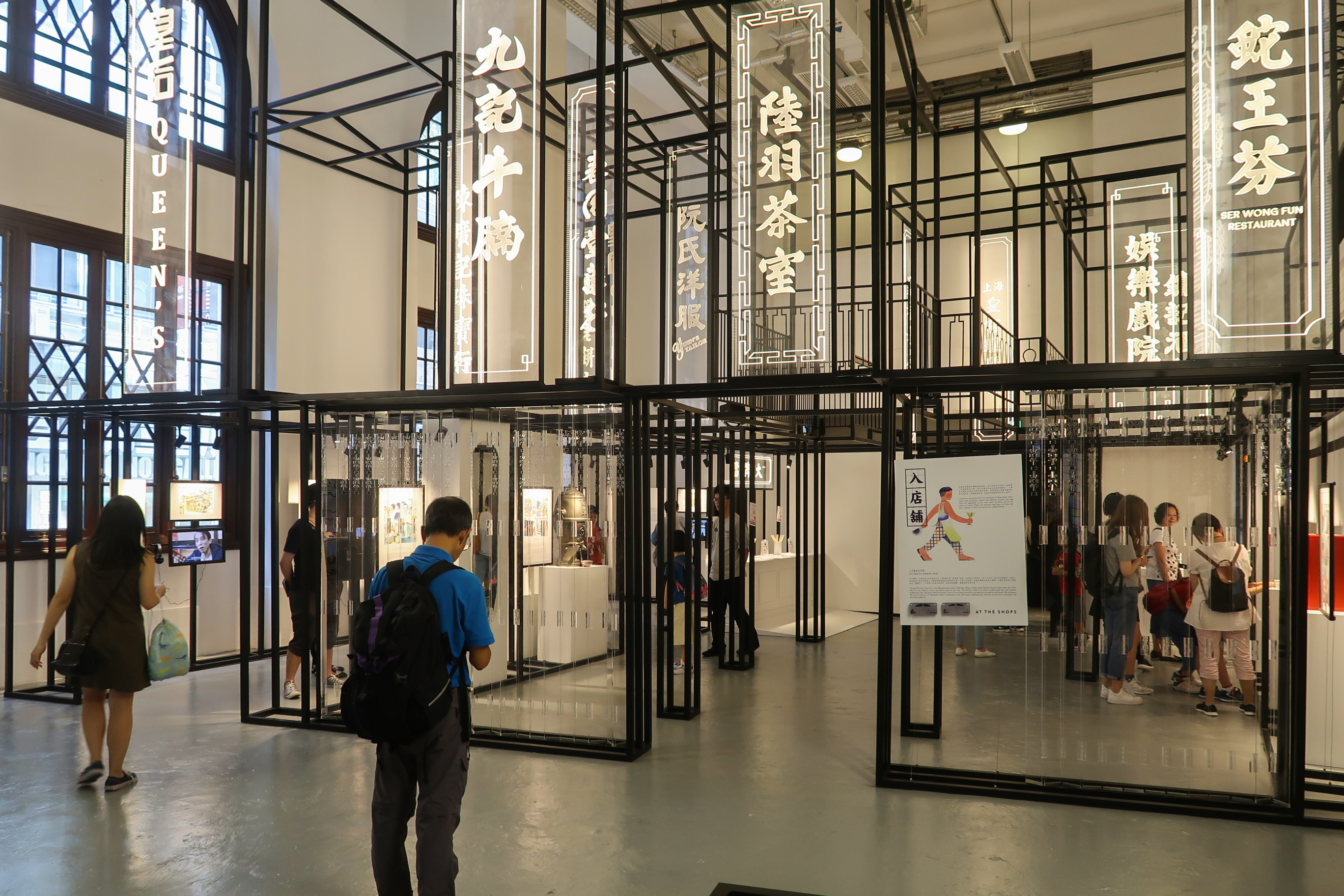
複式展室「大館一百面」展覽，該處曾經是警署內的羽毛球場

於1919年落成，樓高4層，是中區警署建築群最宏偉的建築物之一，設置歷史故事空間（中區警署歲月）、複式展室、警察服務中心、商店及餐廳。

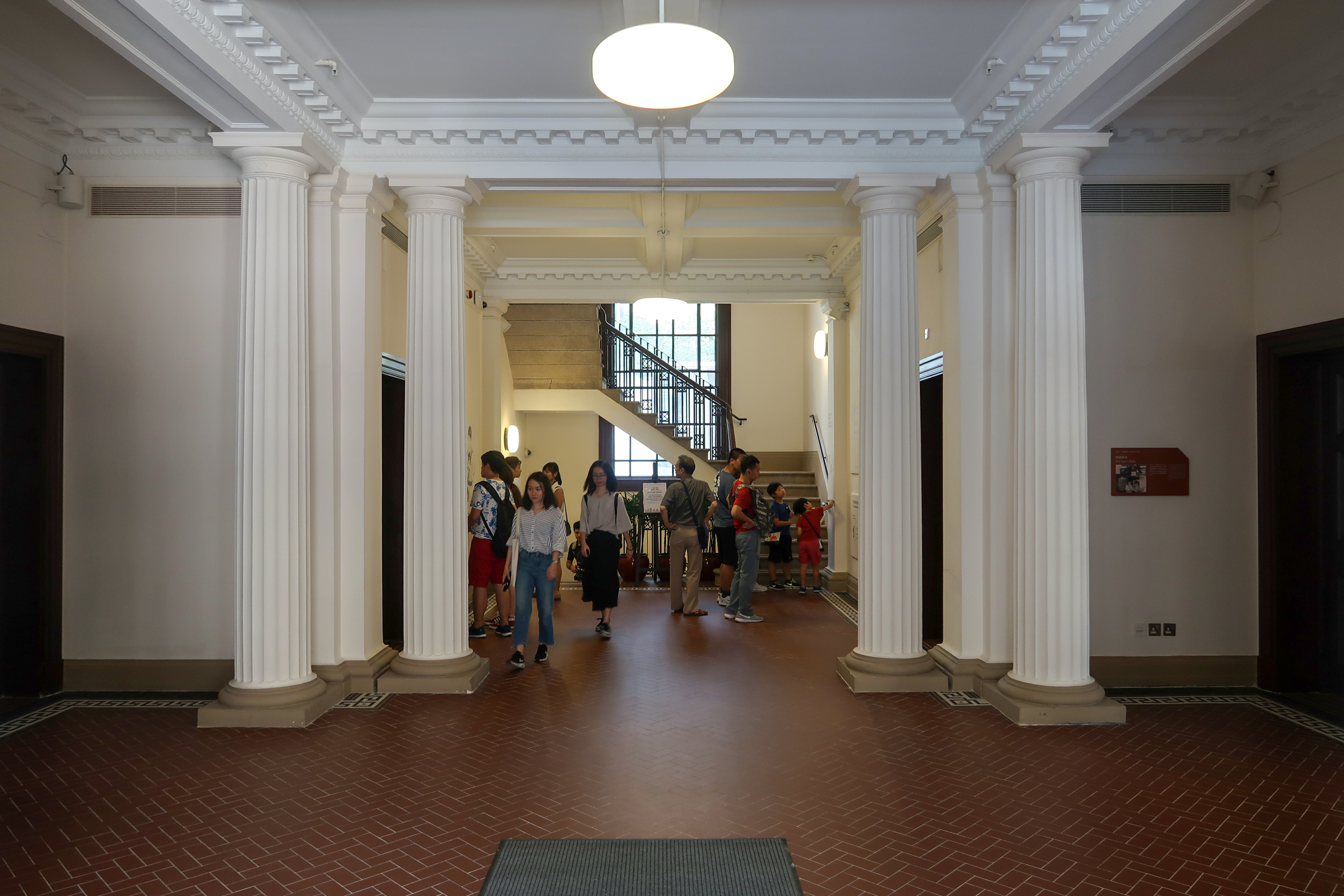
入口大堂
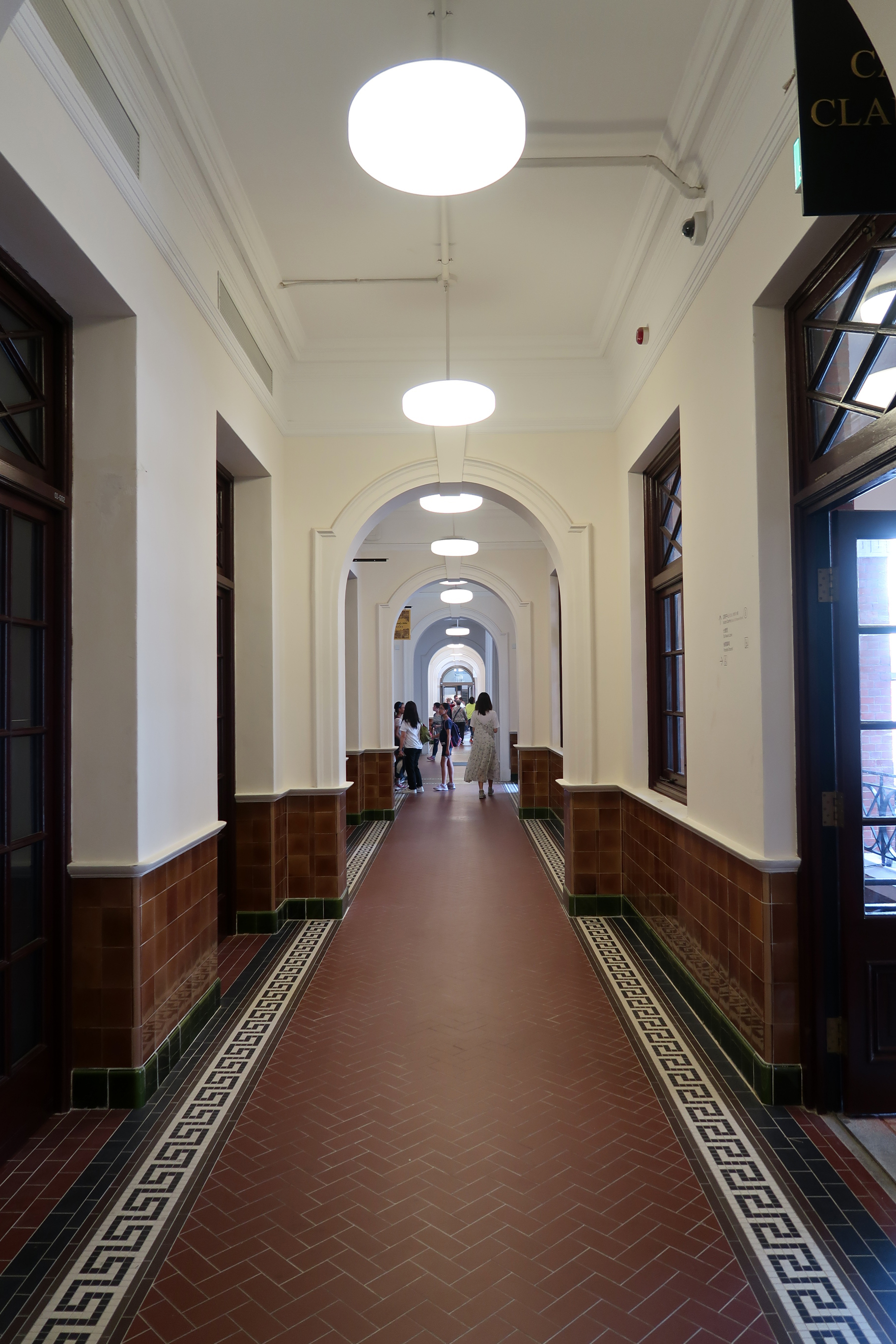
長廊
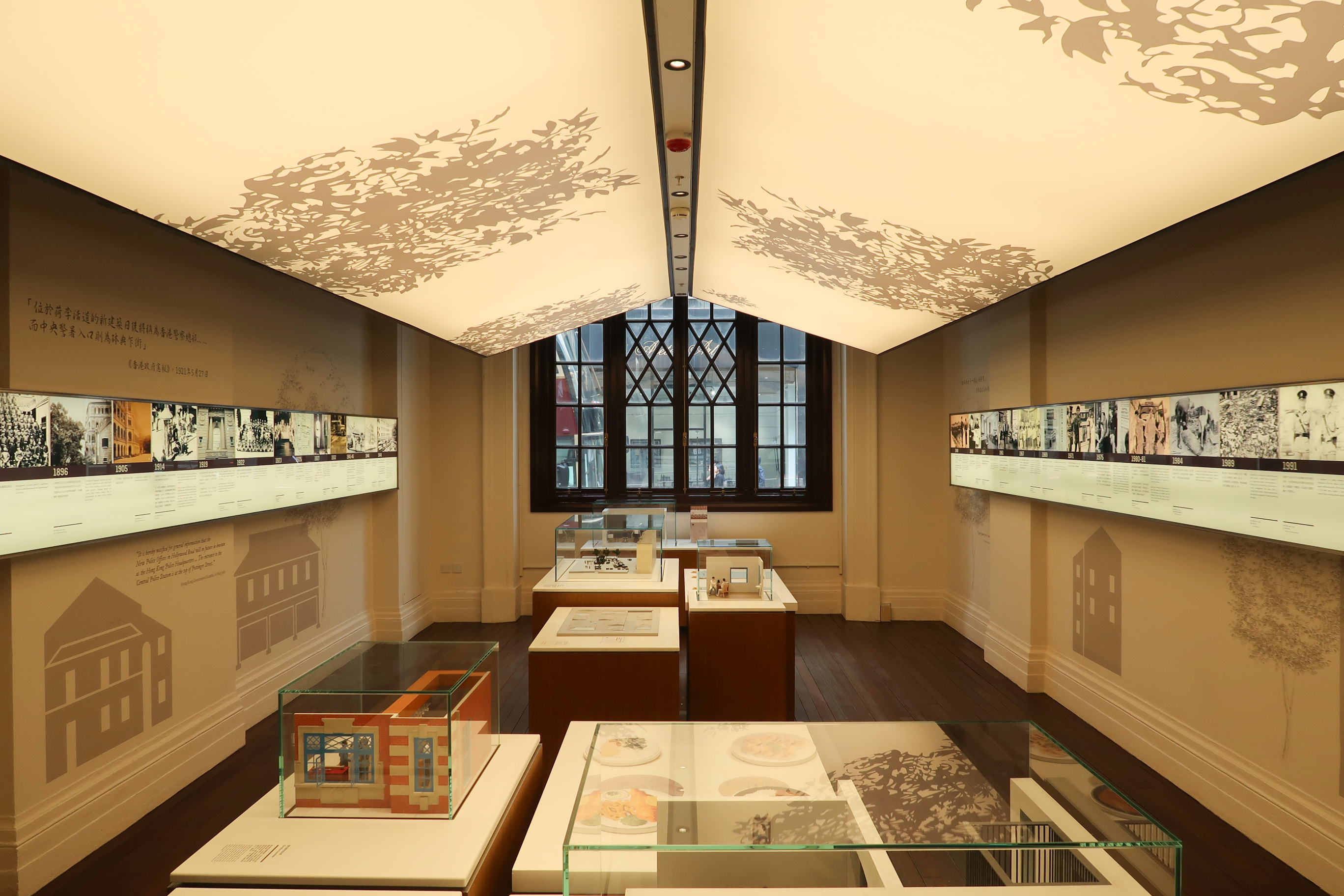
LG2層中區警署歲月展
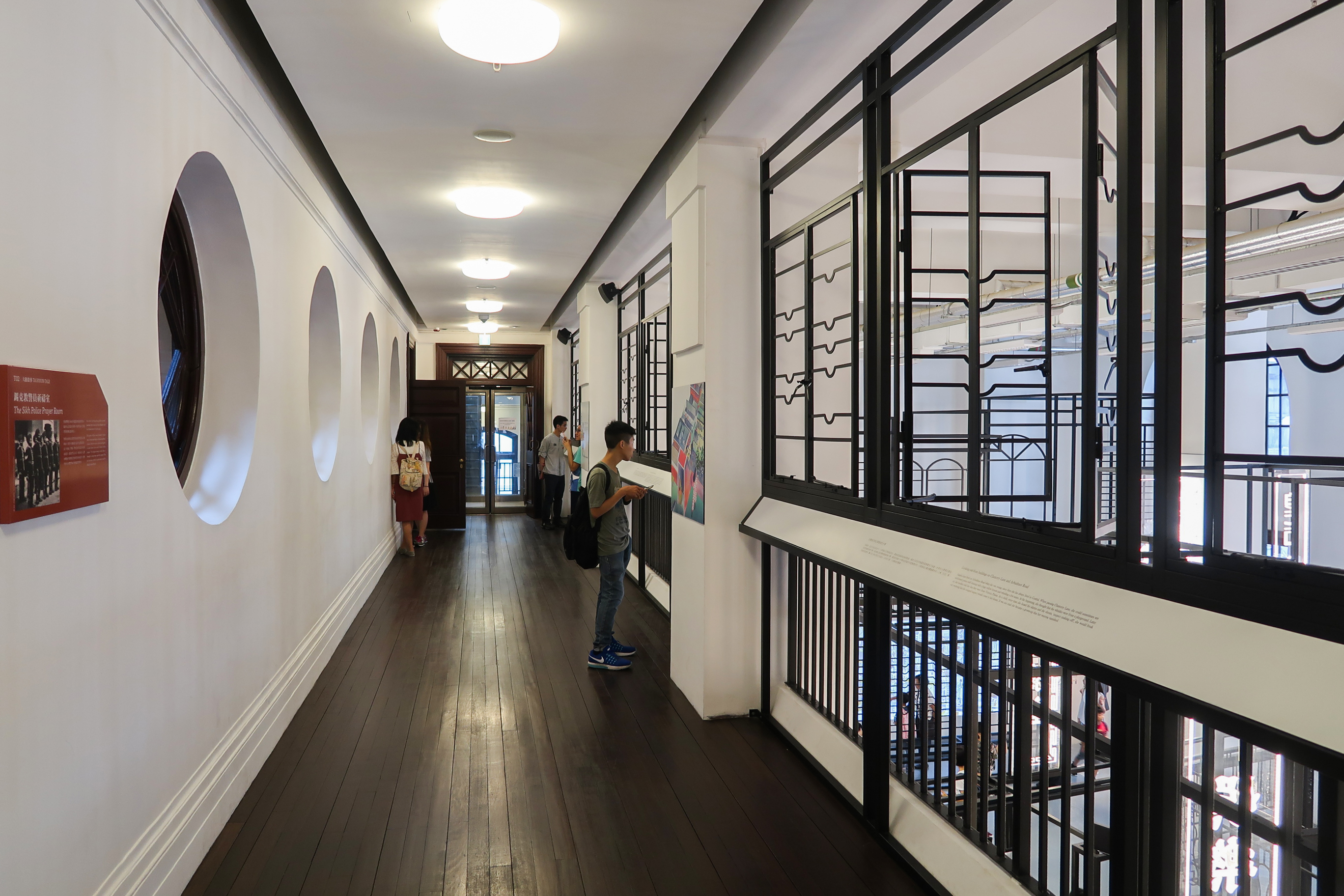
LG1層通道
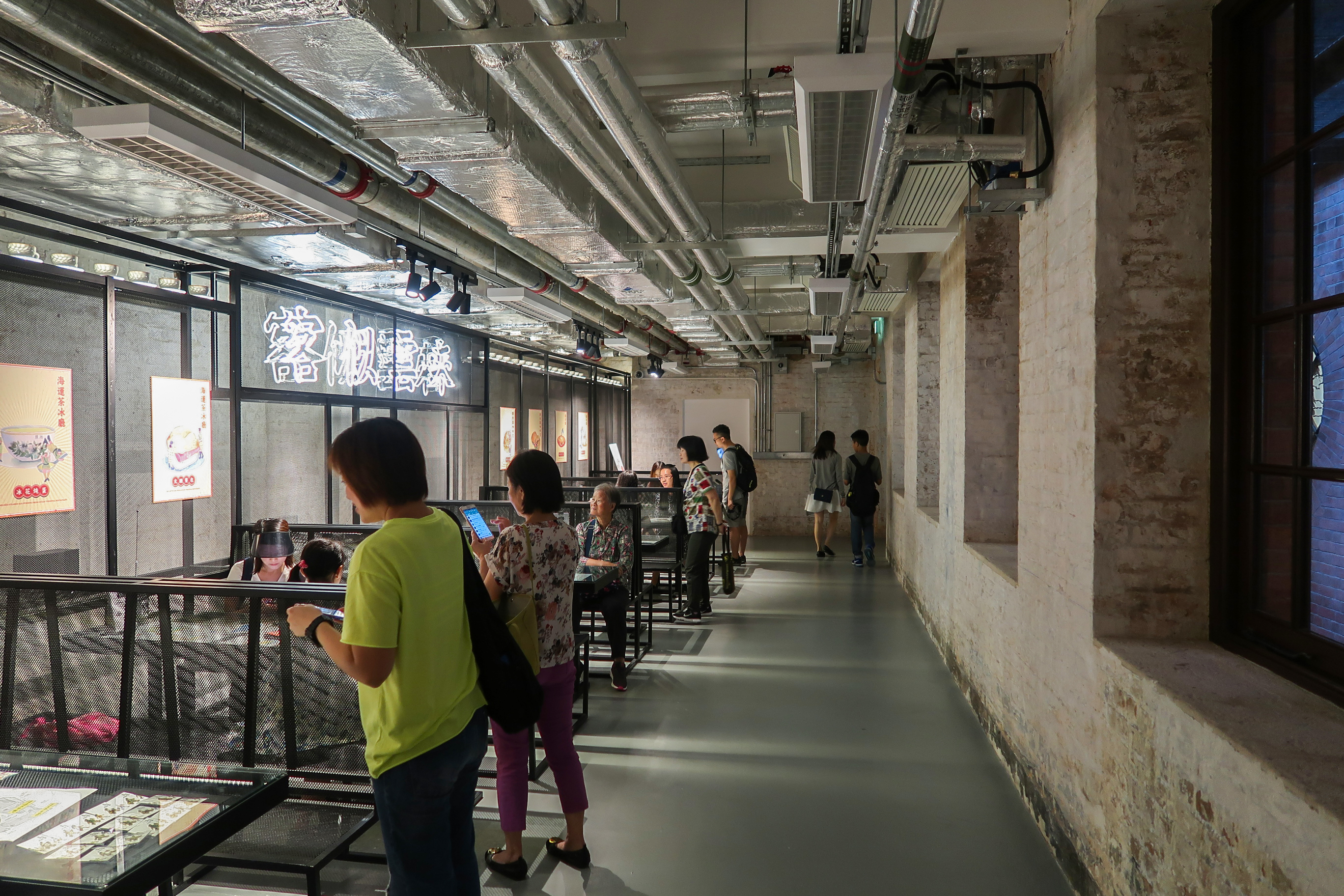
LG1層展覽

### 營房大樓

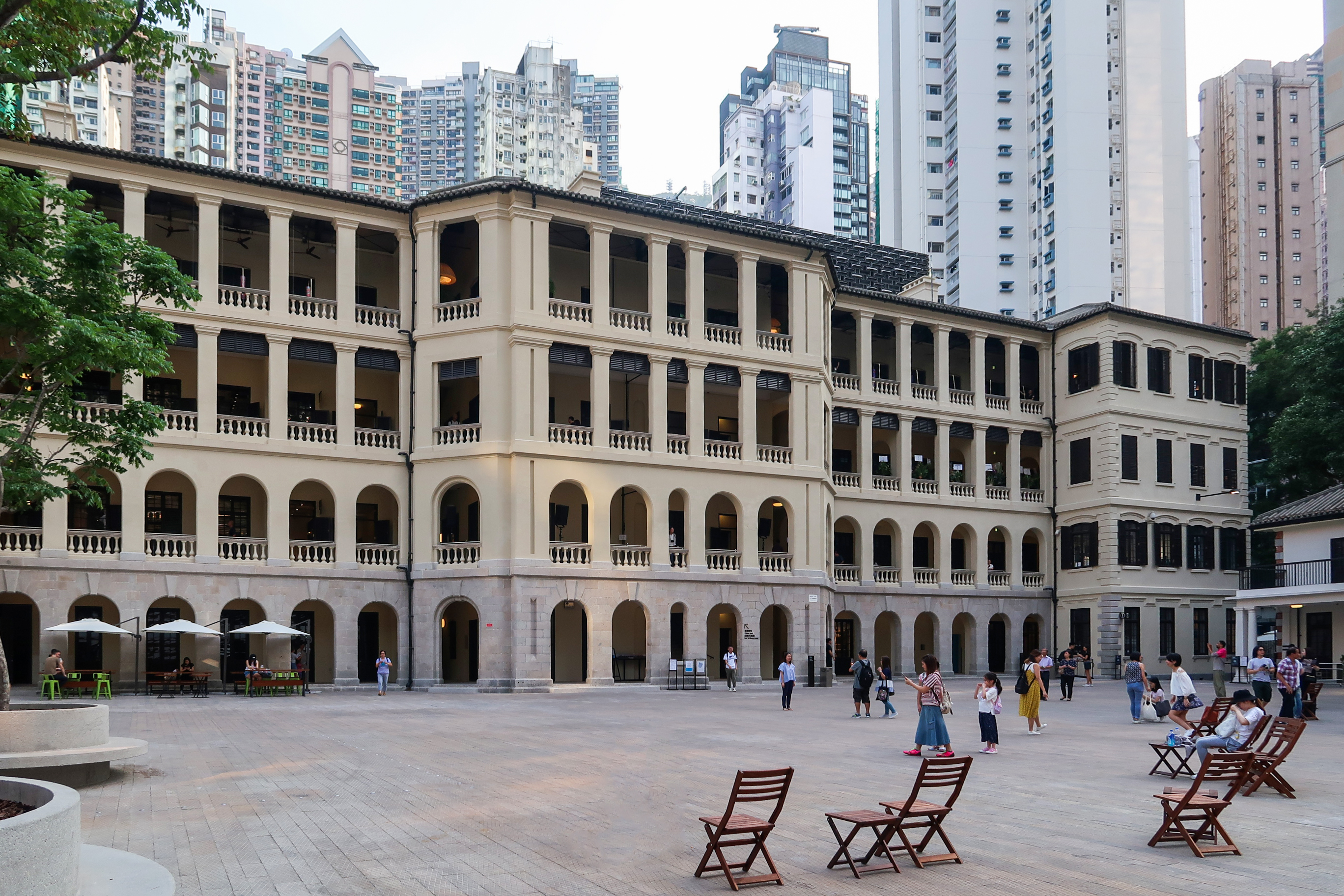
營房大樓

大樓建於1862年至1864年間，於1905年加建一層，是舊中區警署建築群中最古舊的建築物之一。大樓設有訪客中心、歷史故事空間（探索大館故事和行動代號：中區）、商店及餐廳。

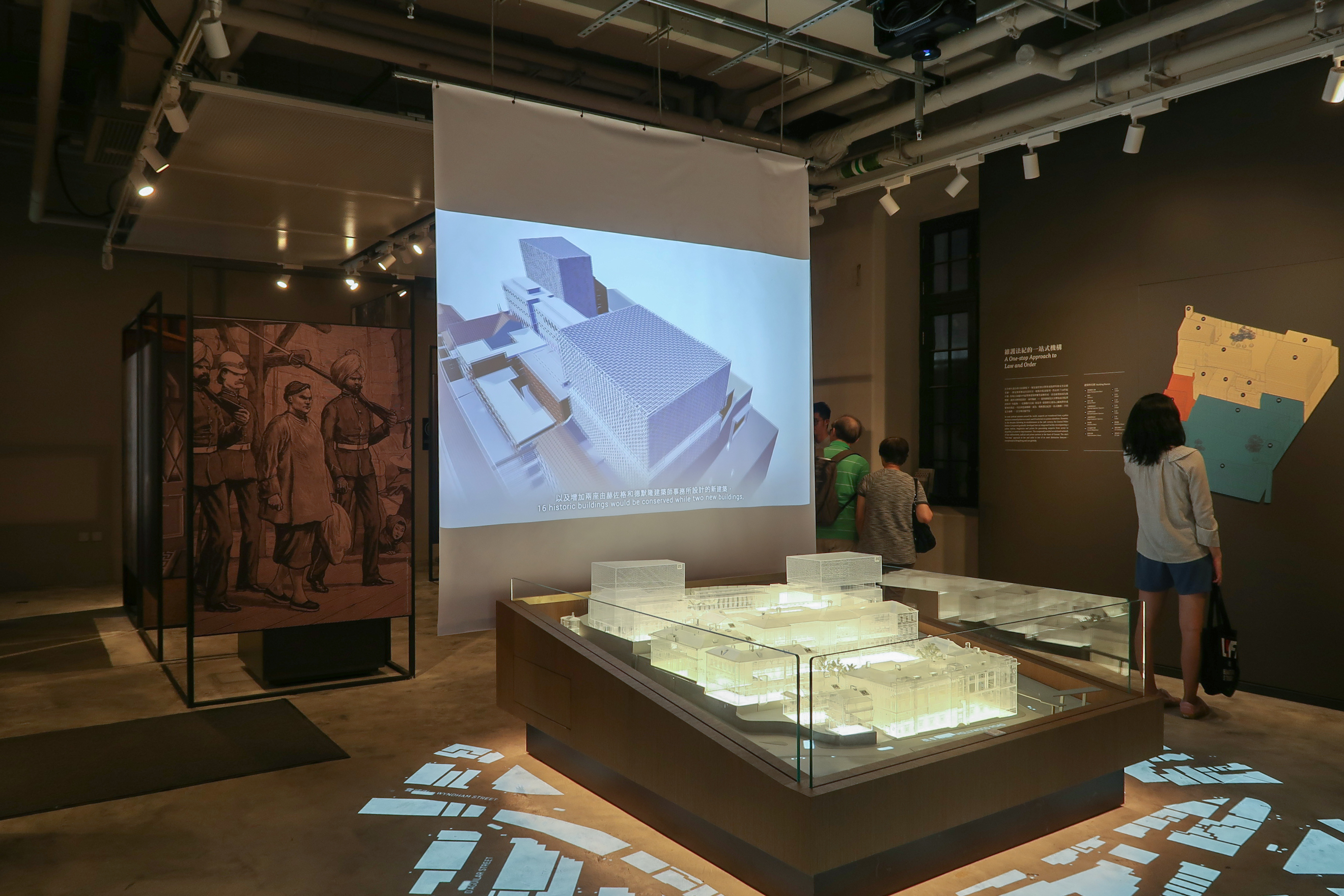
探索大館故事
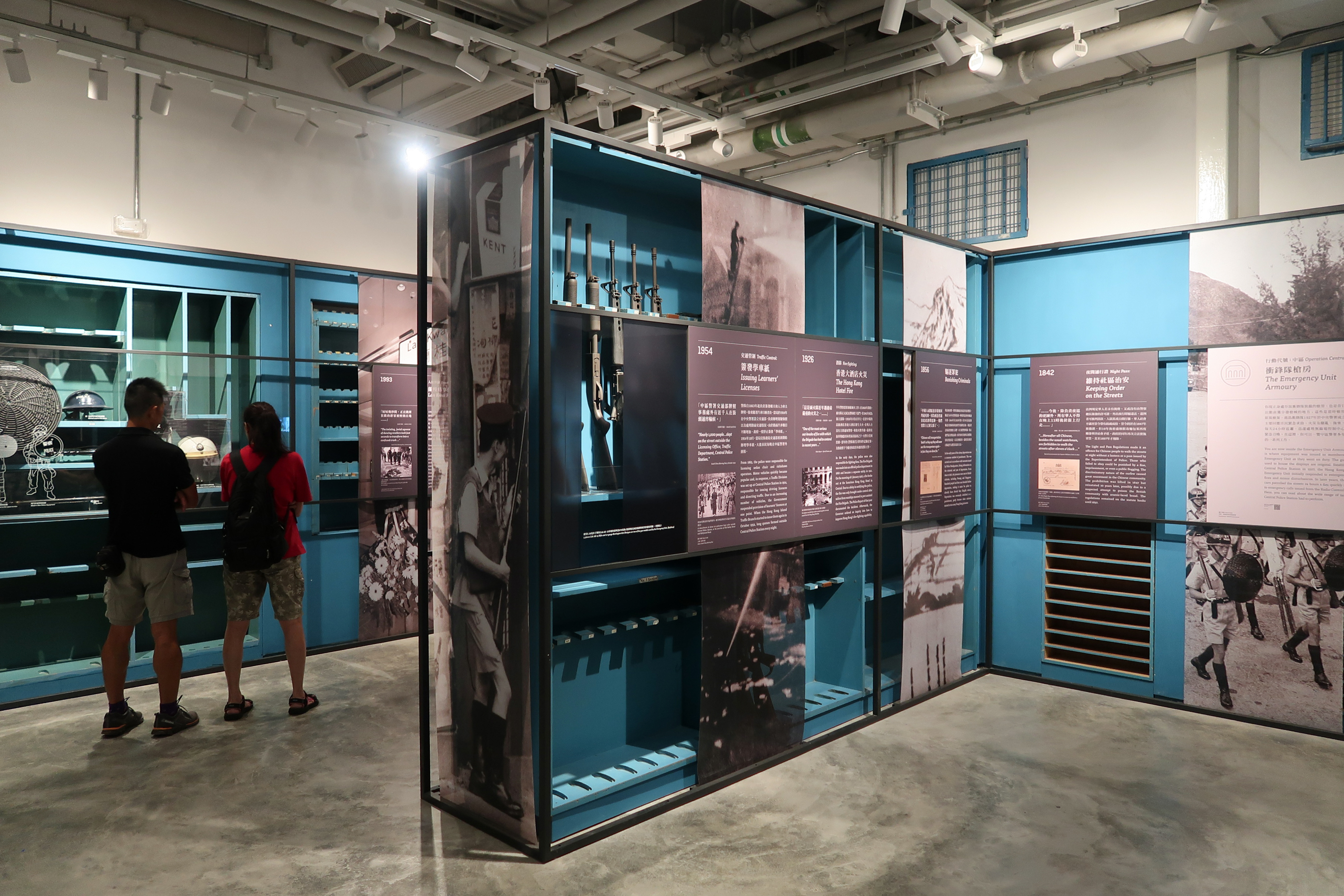
行動代號：中區
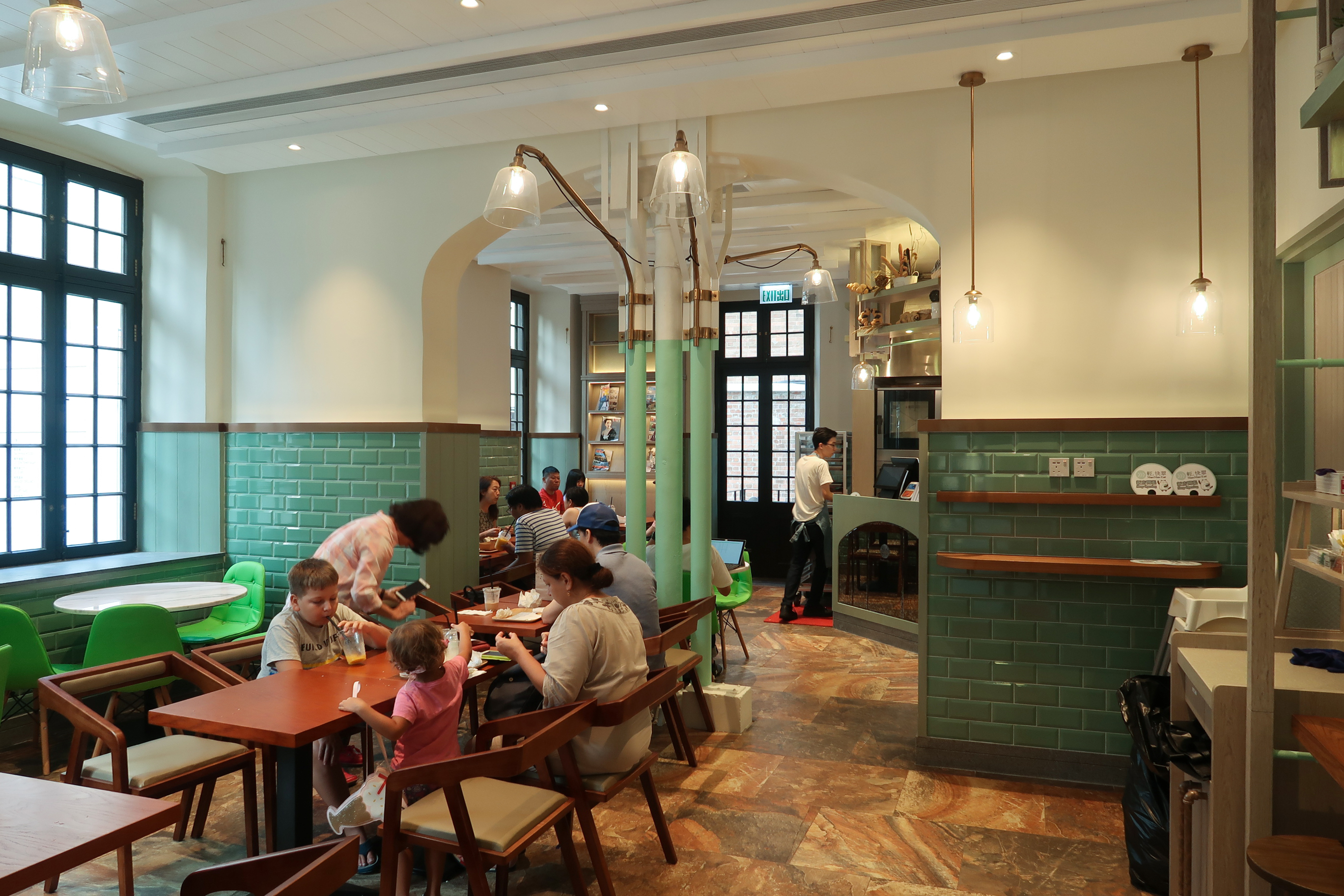
地下餐廳
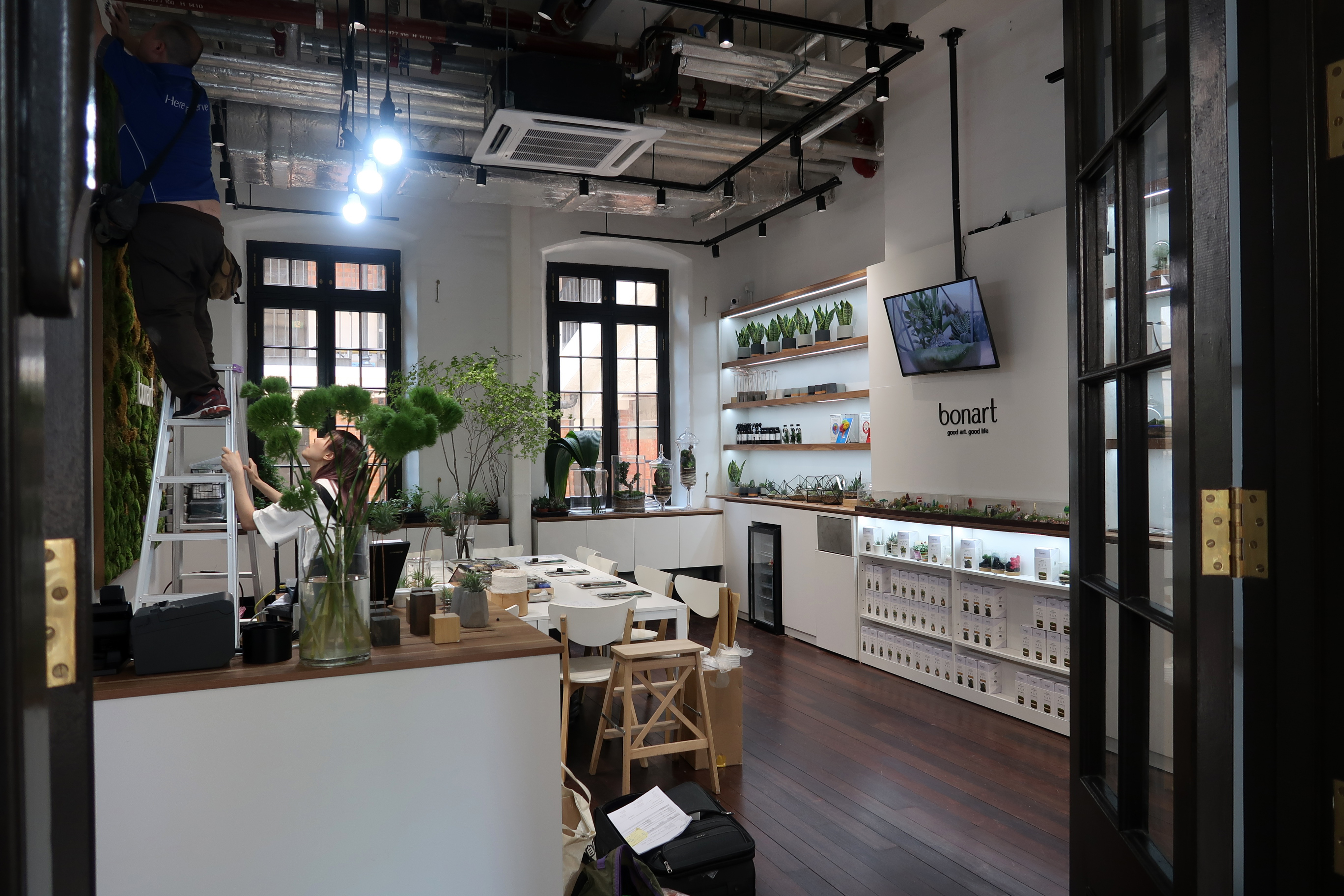
2樓商店
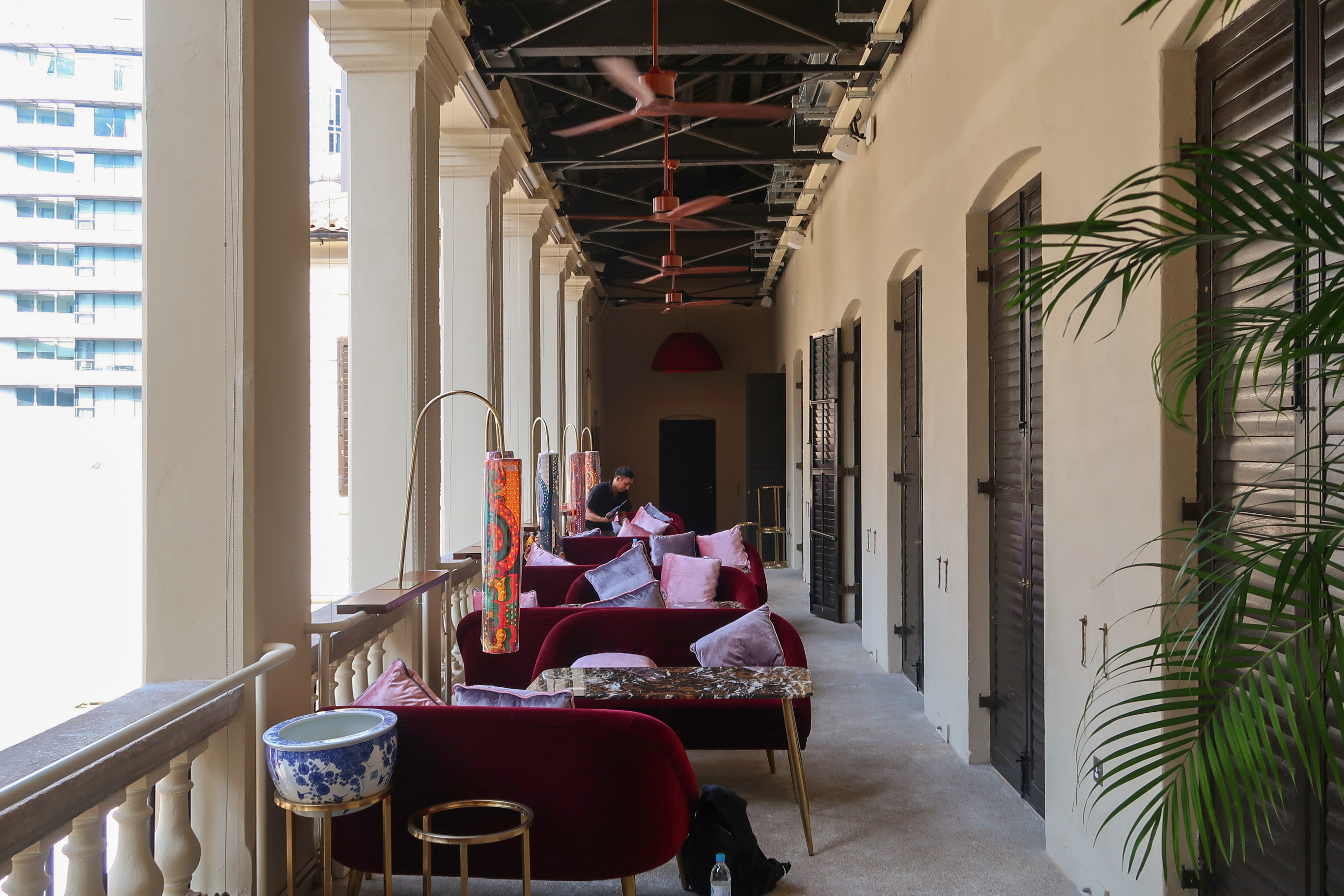
3樓通道

### 中央裁判司署

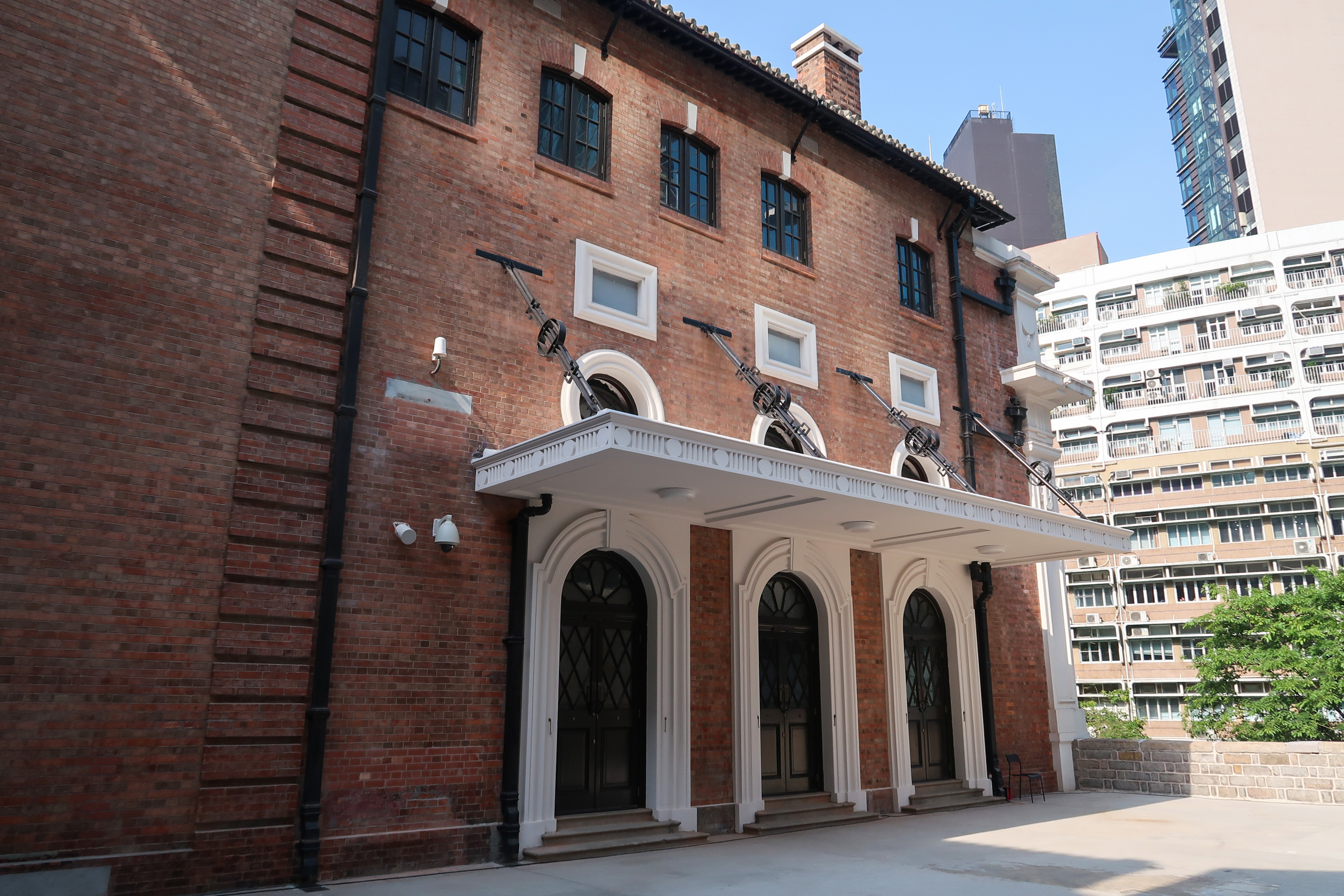
中央裁判司署外貌

建築物建於1912年至1914年，日戰時期於曾用作戰爭罪行法庭。活化後其中的一間審判室及地下羈押室，將用作詮釋空間，其餘用作綜合式消閒及生活文化設施。此範圍到2019年3月才開放。

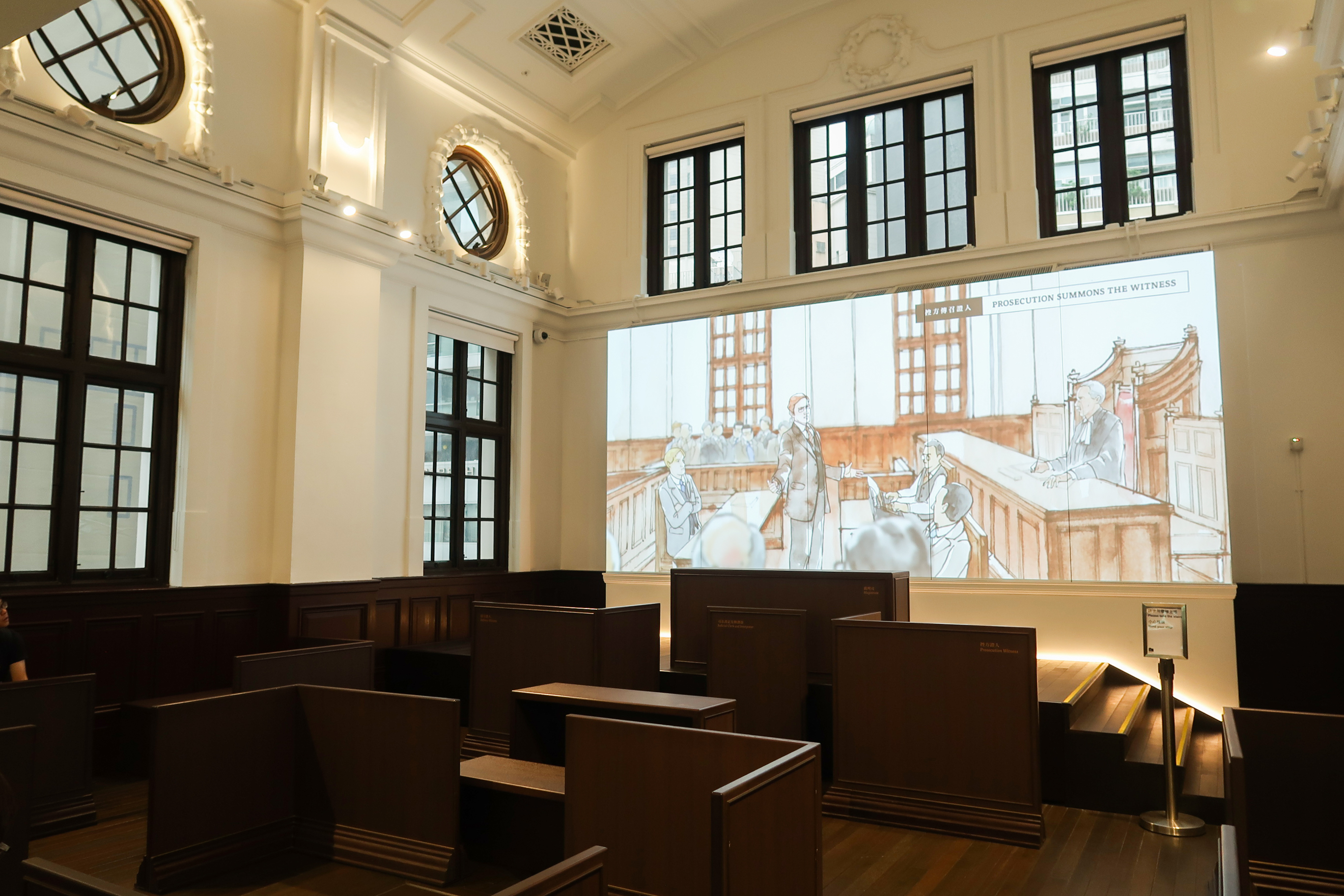
審判室

### 其他建築
- A倉作工作室（只有舉行活動時才開放）
- B倉作歷史故事空間（域多利鐵窗生涯）

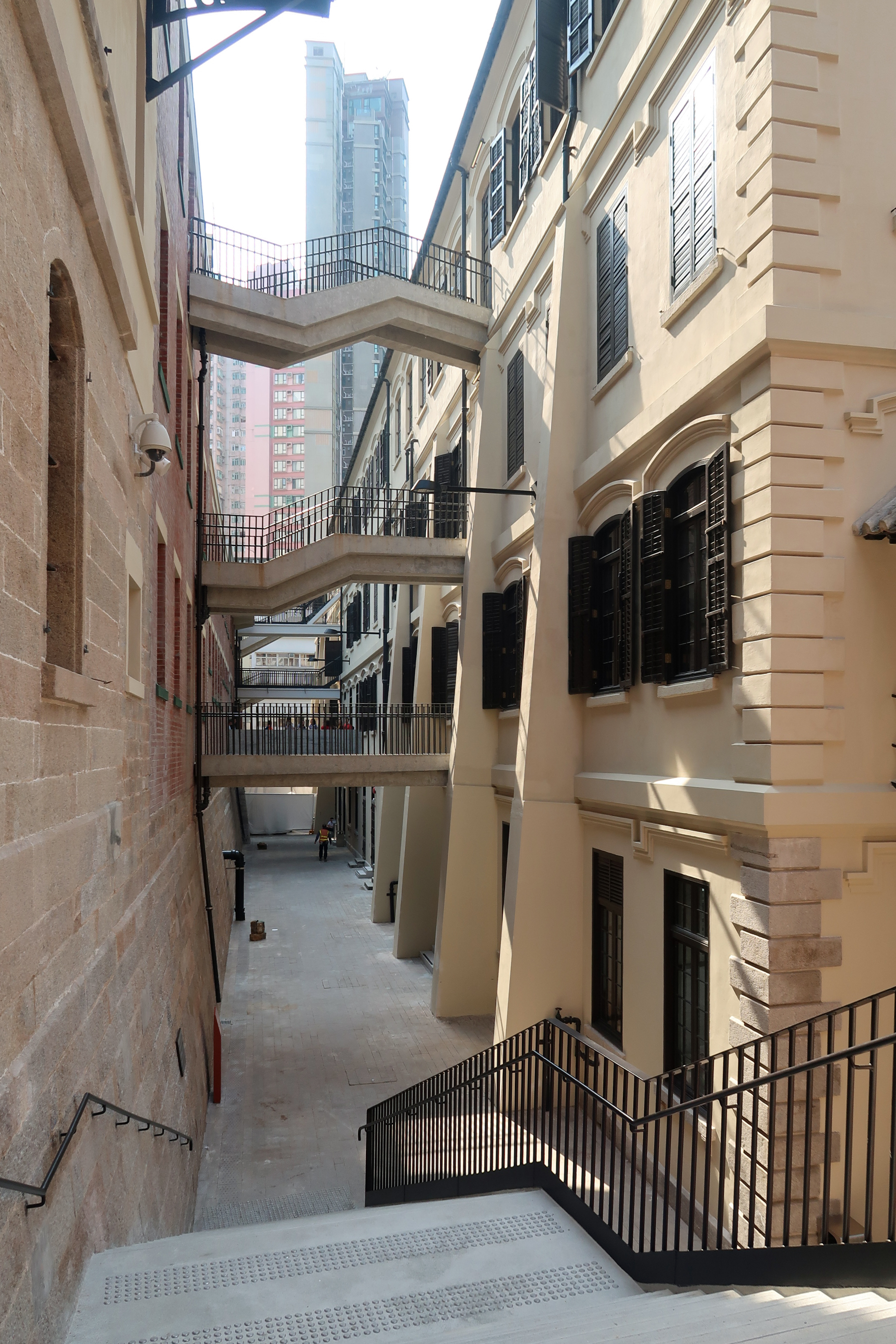
營房大樓設天橋連接到監獄

- D倉作歷史故事空間（監獄膳食），樓上為辦公室
- E倉作休憩區和酒吧，樓上為演員的更衣和化妝室，以橋連接賽馬會立方
- F倉作歷史故事空間（入冊）和展覽廳
- 已婚警長宿舍主要將供駐場藝術家使用，於地下樓層設有訪客中心及餐廳。
- 未婚督察宿舍將供駐場藝術家使用。
- 沐浴樓前身是浴室、馬廄、苦力宿舍及為營房大樓供饍的廚房。將用作後勤設施及機電設備機房。
- 建於1862年至1864年間已婚督察宿舍將由非牟利機構使用

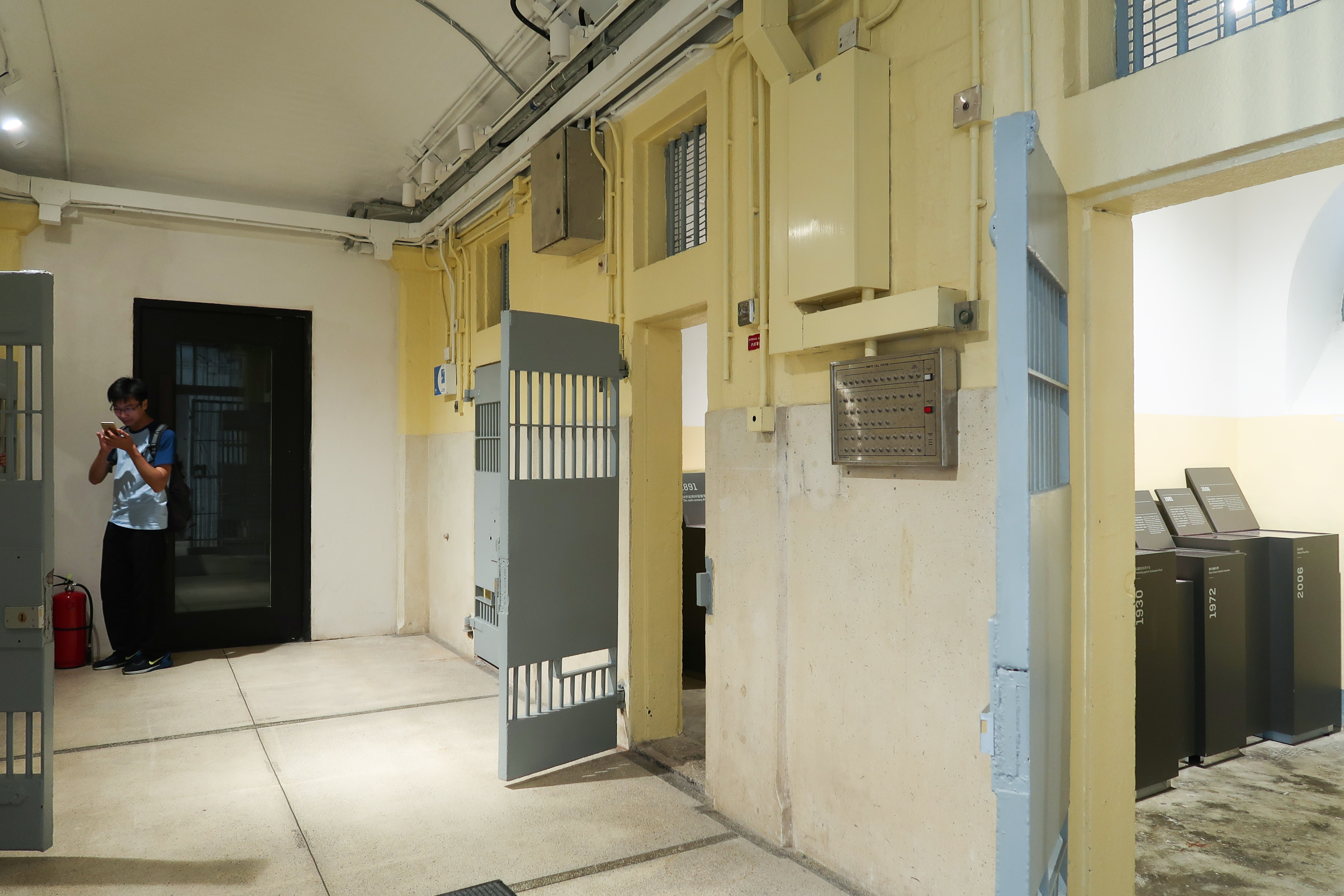
D倉歷史故事空間
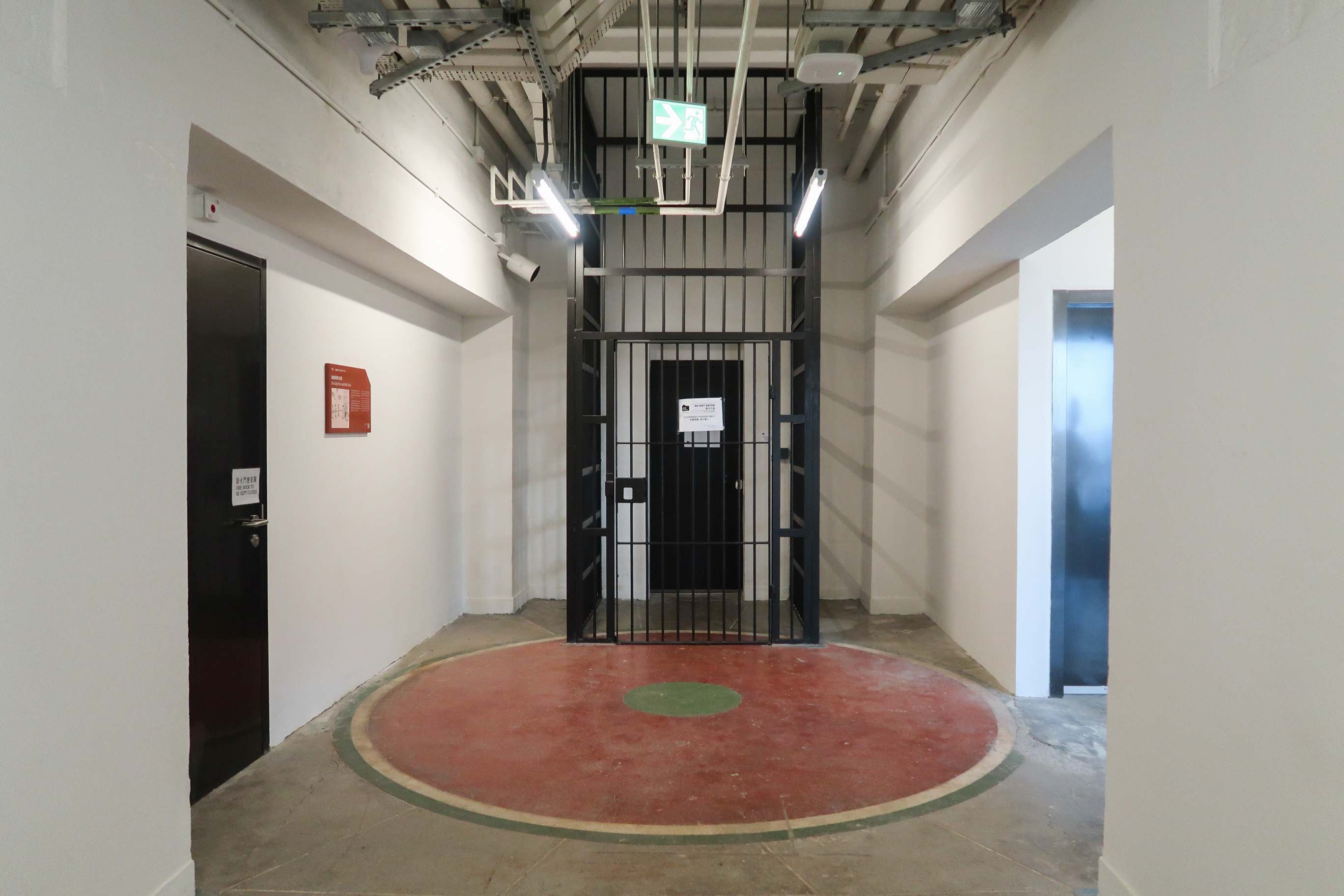
D倉1樓緩衝閘與紅圈
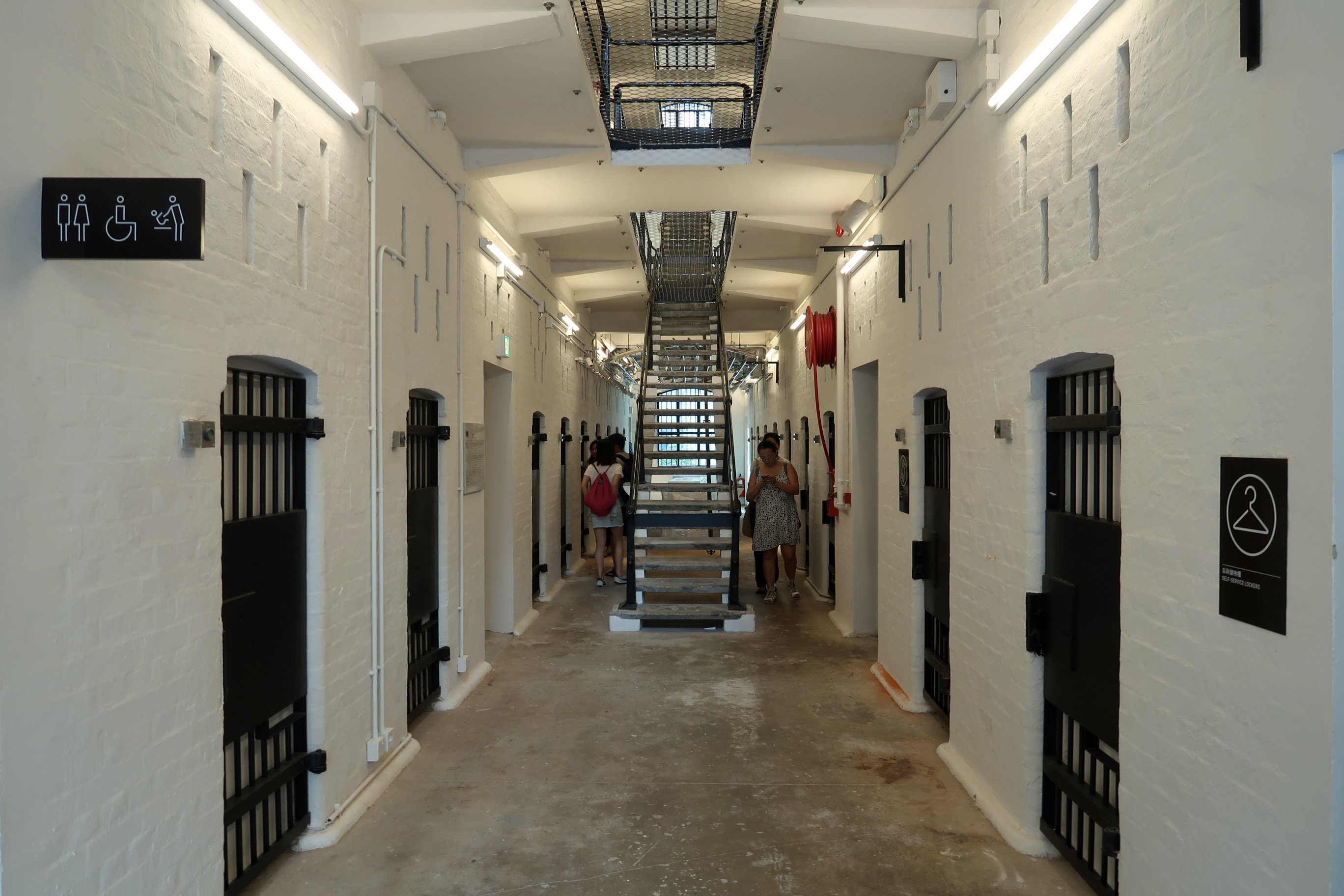
E倉
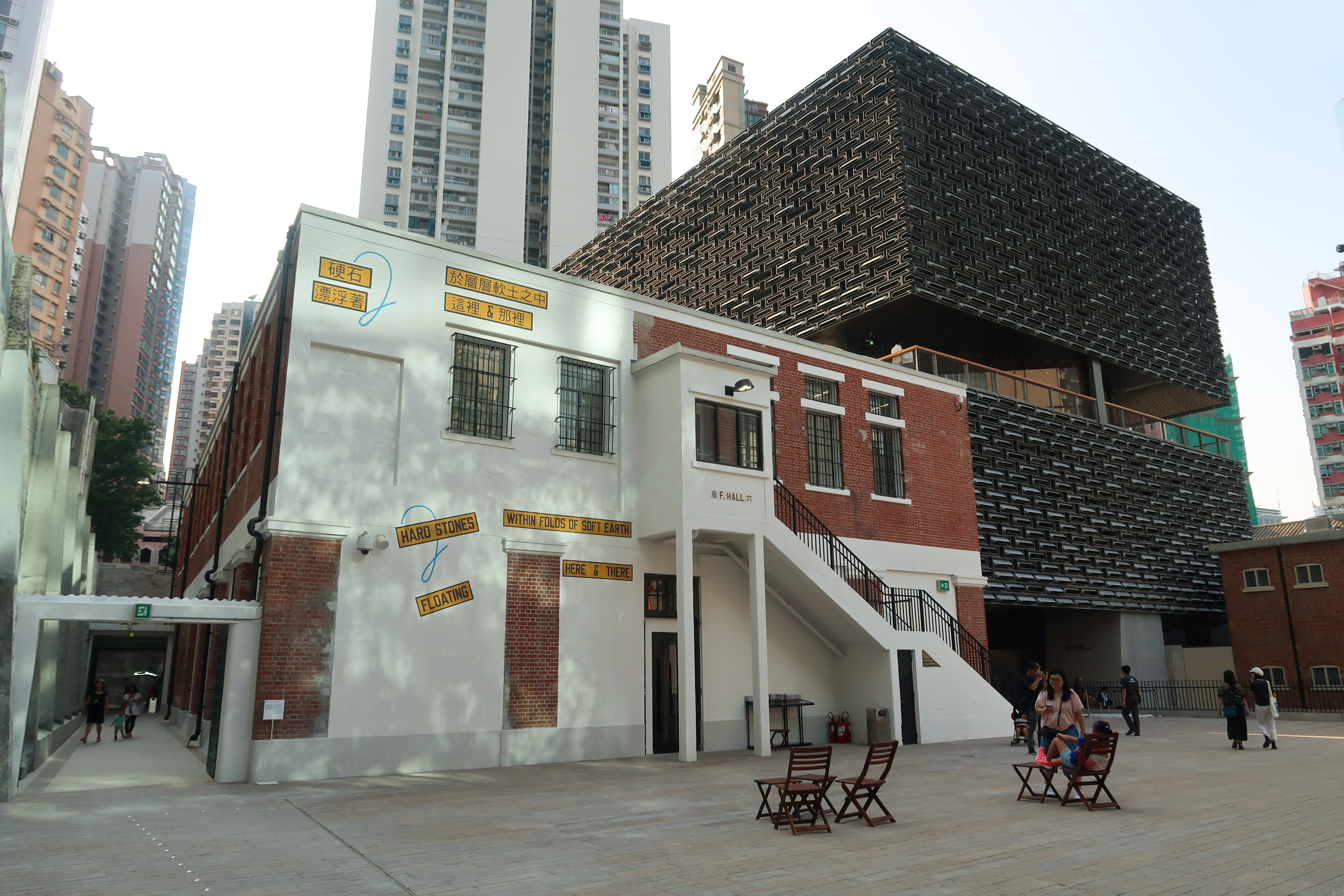
F倉外貌
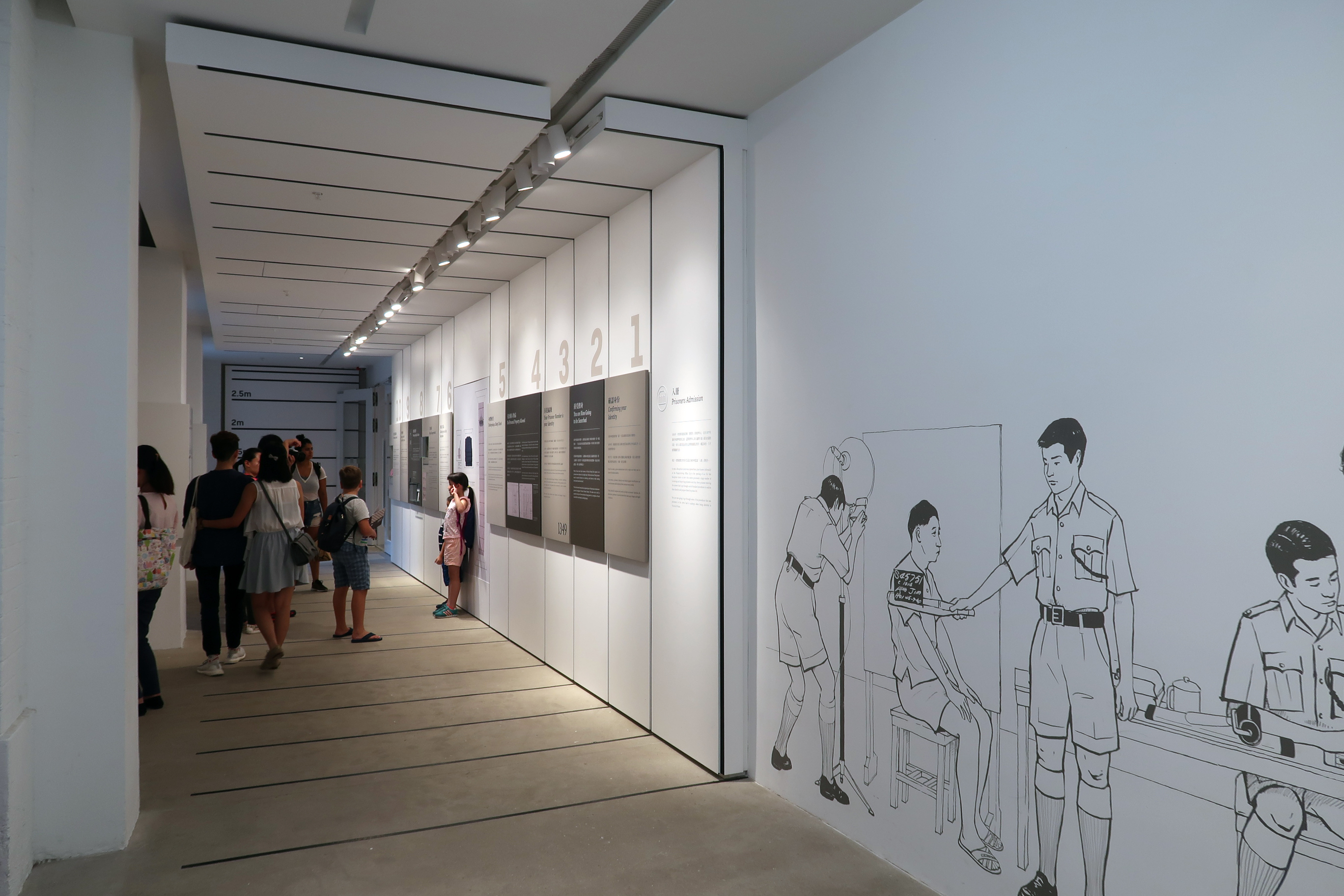
F倉歷史故事空間

## 活化前用途
舊中區警署一度暫用作非牟利的文化展覽場地，與本土藝術、大專院校或慈善機構合辦。包括設計展deTour 2010展覽。

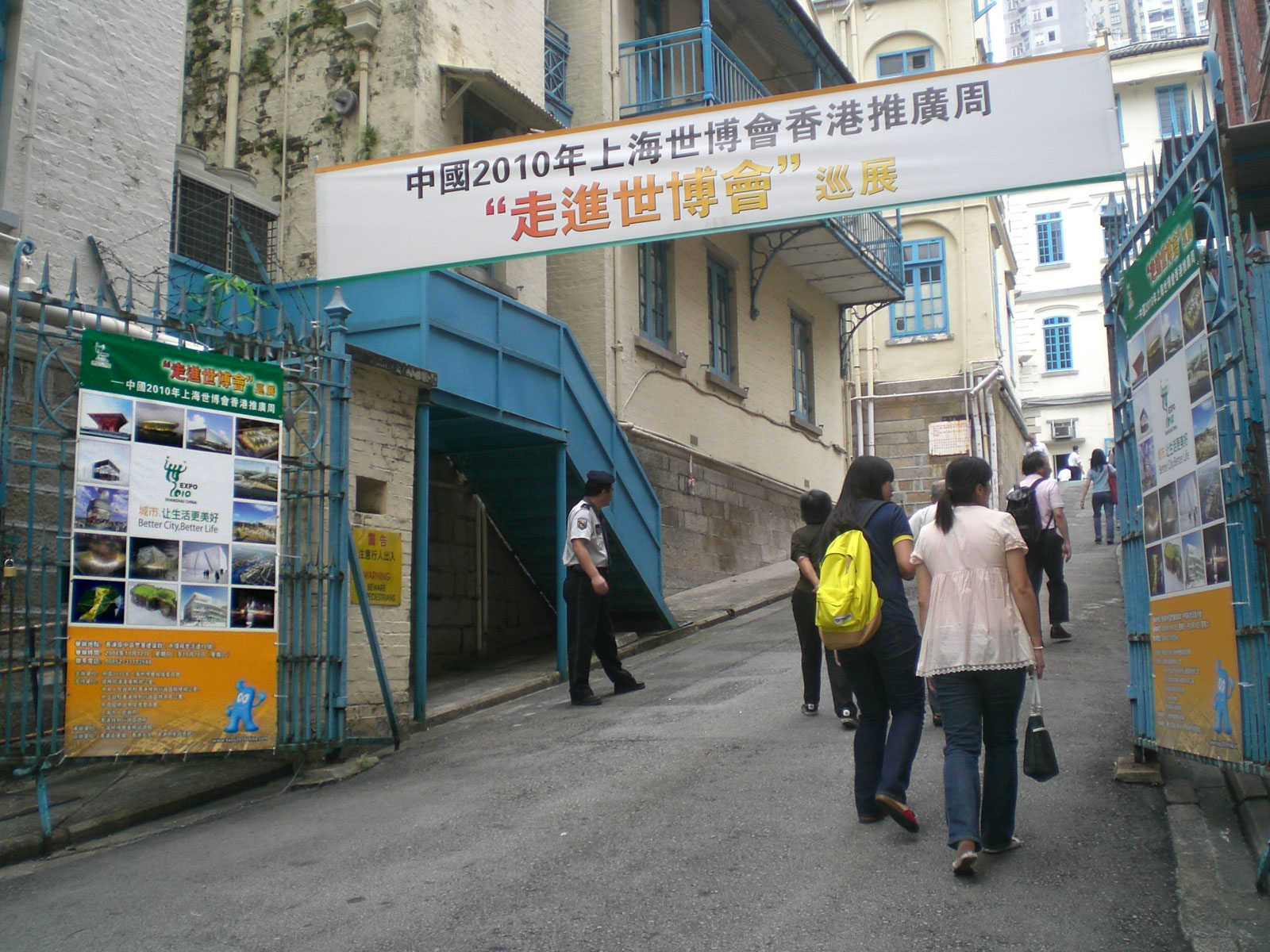
2008年10月
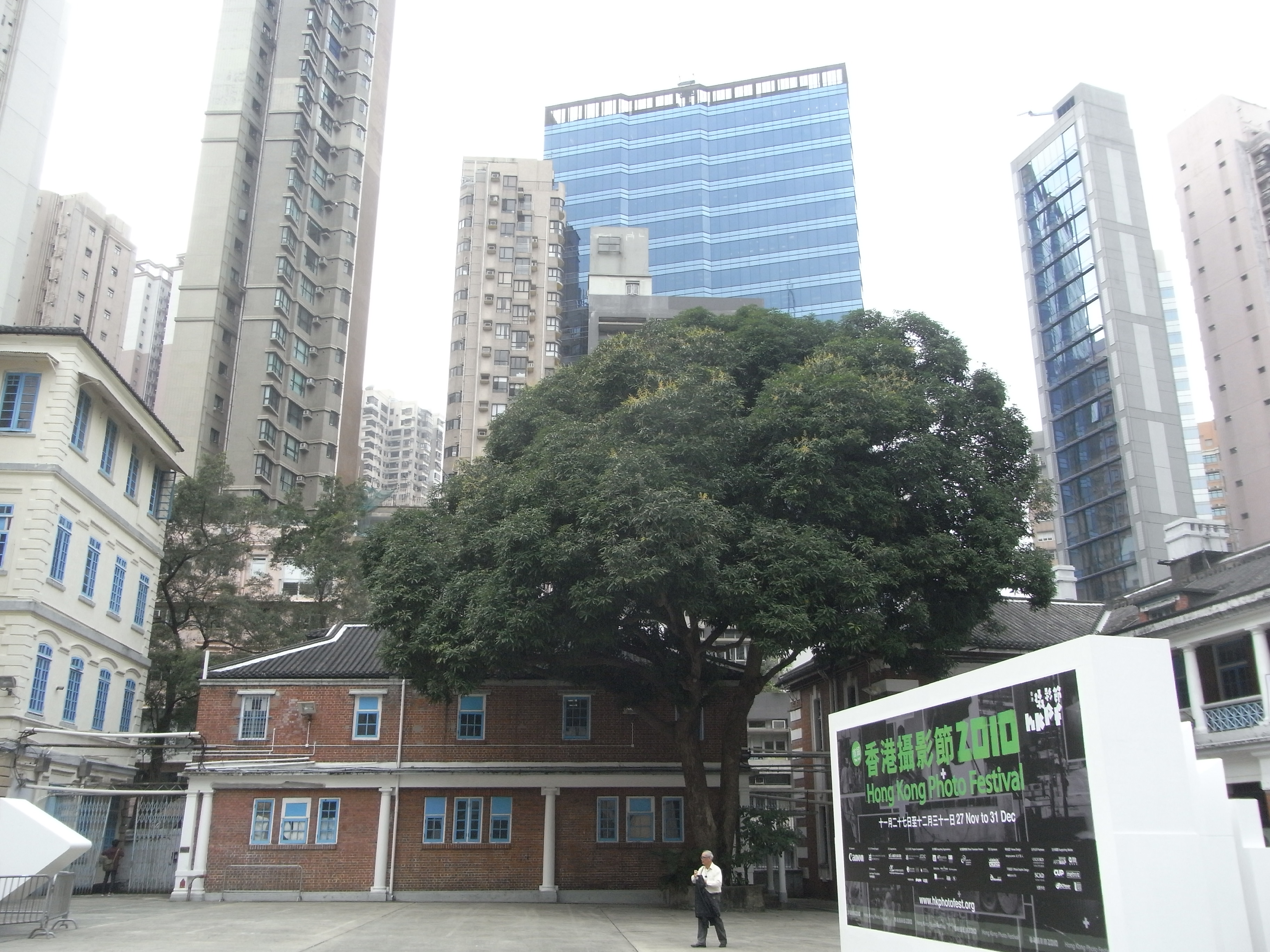
2010年香港攝影節展
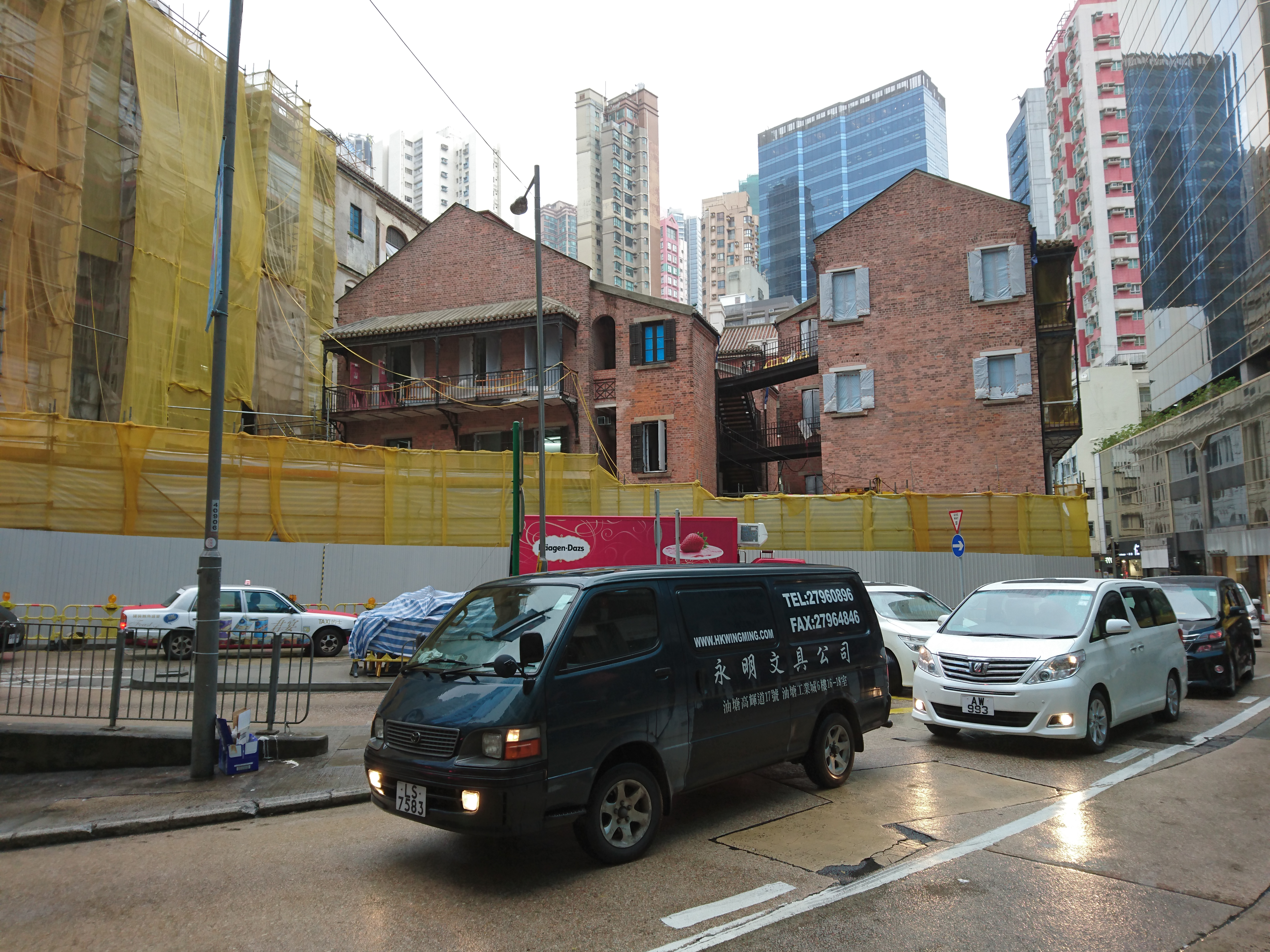
2016年2月
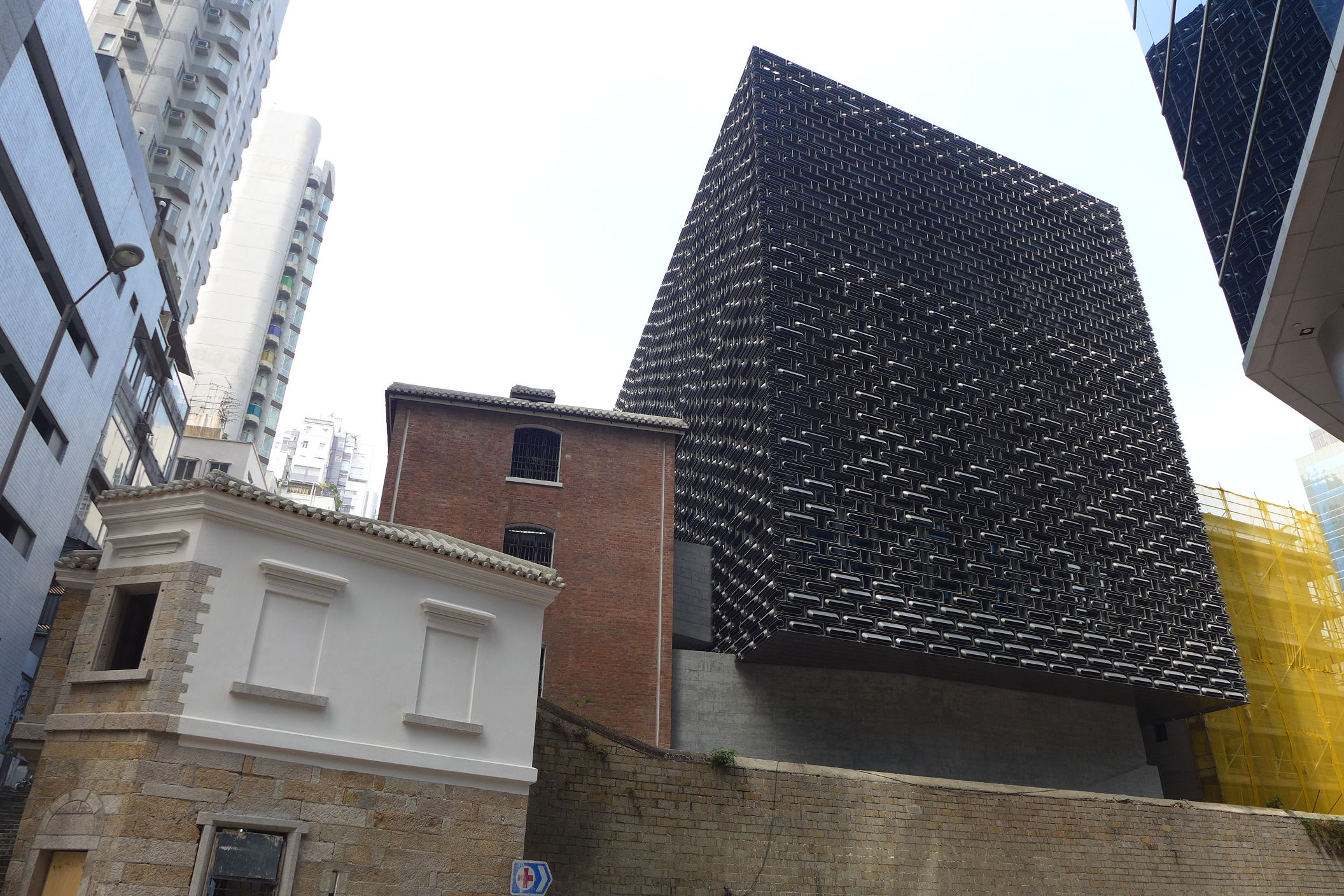
新大樓黑色格狀設計

## 爭議

### 建築倒塌事件

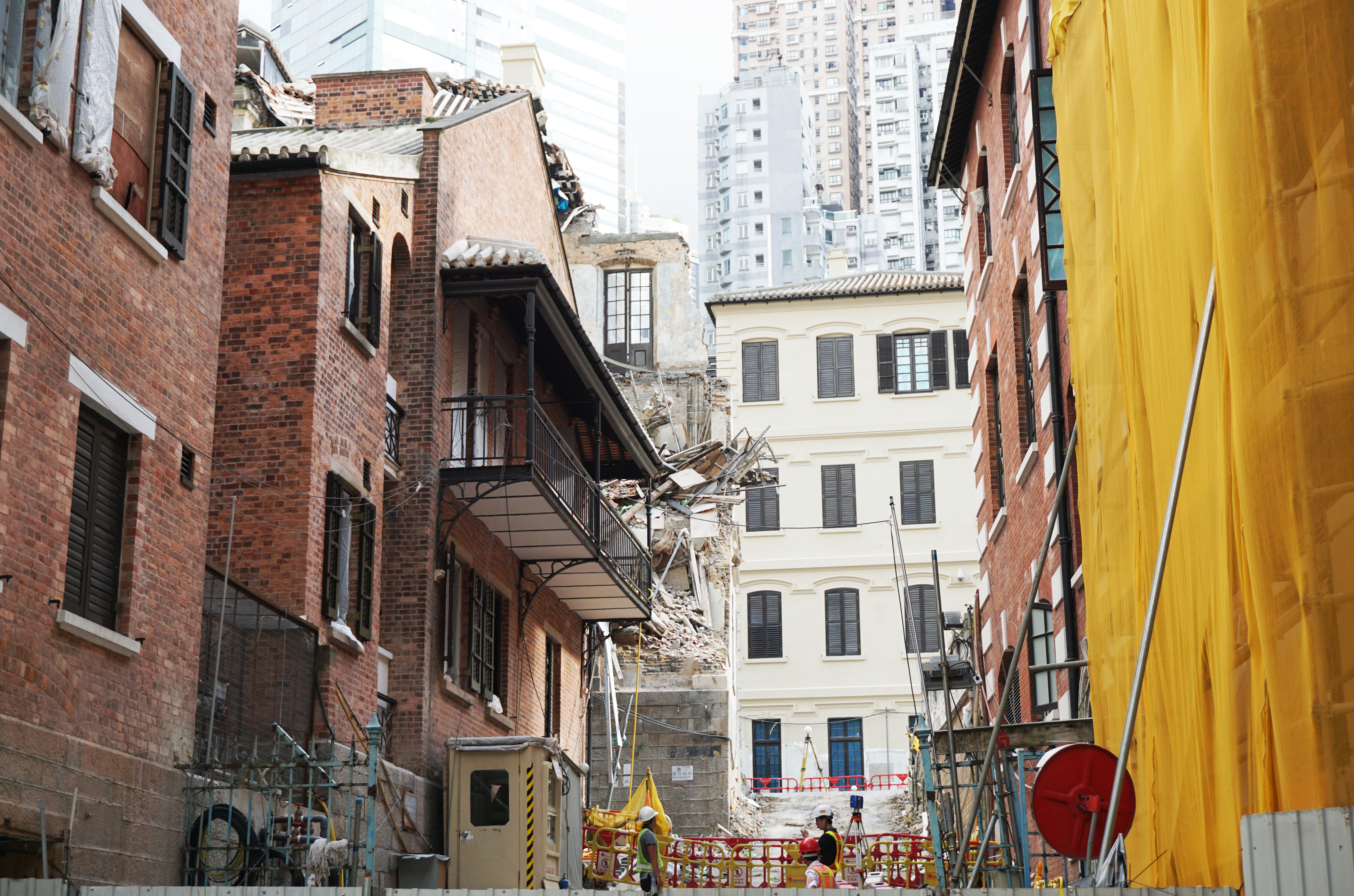
舊中區警罯的已婚警員宿舍於2016年5月29日晚上10時許發生部份倒塌事故，幸無傷亡

2016年5月29日晚上10時許，正進行活化的舊中區警署已婚督察宿舍發生部份倒塌事故，由於發生在周日晚10時許，整個舊中區警署建築群的地盤內已無工人，因此無造成傷亡，惟影響原定年底活化後重開的計劃。該建築在1862至1864年間興建，是建築群內其中一幢最早期的建築物，亦是最有問題的建築。馬會委託的專家表示牆身有多條裂痕，潛在結構危險，相信是近日連場大雨令牆身倒塌。
2018年9月6日，馬會提交修復方案給古物諮詢委員會討論，建議把現存約8%的已婚督察宿舍移除，再進行加固。而重建部分用現代建築元素，讓公眾分辨。而宿舍內原有的花崗樓梯只剩下碎片，而且結構不穩，故提出建造旋轉樓梯，以取代古蹟石梯。中西區關注組指樓梯主體周邊結構牆未有受損，相信古蹟樓梯在倒塌後仍然存在。

### 一度拒流亡作家演講事件
2018年11月，內地異見作家馬建原定在大館出席兩場香港國際文學節講座。但賽馬會以「不願見到大館成為任何個別人士促進其政治利益的平台」為由禁止。馬建對此感到非常生氣，強調講座只是討論其新出版的作品《中國夢》。認為問題並非出自大館的負責人，而是有更大的黑手在背後控制。他形容以後不會再來港。香港記者協會表示對事件極度關注，憂慮香港的言論自由進一步受壓。大館諮詢委員會委員、中西區區議員鄭麗琼對於大館的決定感到震驚，認為大館屬自由開放的地方，每個作家有權利去表達意見，無需要拒絕。
到傍晚，大館總監簡寧天發聲明致歉，稱留意到馬建曾公開表示「今次是以小說家身分出席」，允許活動如期舉行。
- 大館文物事務主管 : 楊頴賢

## 外部連結
- 大館 官方網頁（页面存档备份，存于）
- 中區警署活化計劃 官方網頁（页面存档备份，存于）
- 中區警署建築群簡介（页面存档备份，存于）